# Кубрик, Стэнли
Стэ́нли Ку́брик (англ. Stanley Kubrick [ˈkuːbrɪk]; 26 июля 1928, Манхэттен, США — 7 марта 1999, Хартфордшир, Великобритания) — американский и британский кинорежиссёр, сценарист, кинопродюсер, кинооператор и фотограф. Считается одним из величайших режиссёров всех времён, почти все его картины являлись экранизациями романов или рассказов, охватывали множество жанров и получили признание благодаря пристальному вниманию к деталям, новаторской операторской работе, масштабным декорациям и чёрному юмору.
Родился и вырос в Нью-Йорке и с юных лет проявлял живой интерес к литературе, фотографии и кинематографу; после окончания школы он начал самостоятельно изучать все аспекты кинопроизводства и режиссуры. После работы фотографом в журнале Look в конце 1940-х — начале 1950-х годов начал снимать малобюджетные короткометражные фильмы и в 1956 году снял свой первый крупный голливудский фильм «Убийство» для «United Artists». Затем последовали два совместных проекта с Кирком Дугласом: антивоенный фильм «Тропы славы» (1957) и исторический фильм «Спартак» (1960).
В 1961 году режиссёр покинул Соединённые Штаты Америки из-за эскалации преступности в стране, а также творческих разногласий с Дугласом и киностудиями, и поселился в Англии, которую покидал лишь несколько раз. В 1978 году он переехал в поместье Чайлдуикбери вместе со своей женой Кристианой Кубрик, где жил и работал до своей смерти. Это позволило ему получить почти полный художественный контроль над своими фильмами. Первыми его работами в Англии стали два фильма с Питером Селлерсом: экранизация «Лолита» (1962) и чёрная комедия о Холодной войне «Доктор Стрейнджлав» (1964).
Будучи перфекционистом, взявшим на себя непосредственный контроль над большинством аспектов своей режиссёрской деятельности, Кубрик приобрёл широкий опыт в написании сценариев, монтаже, цветокоррекции, продвижении и демонстрации фильмов. Он был известен благодаря своей кропотливой работе над фильмами и постановками сцен, осуществляемыми в тесном сотрудничестве с актёрами, съёмочной группой и другими членами команды. Он часто просил сделать несколько десятков пересъёмок одного и того же отрывка в фильме, что часто сбивало с толку и расстраивало его актёров. Несмотря на отрицательную критику, многие его фильмы в наше время считаются великими и знаковыми. Научный реализм и инновационные спецэффекты в его научно-фантастической эпопее «Космическая одиссея 2001 года» (1968) стали первыми в истории кино, а сам фильм принёс ему единственную премию «Оскар» в категории «Лучшие визуальные эффекты». Так режиссёр Стивен Спилберг назвал «Космическую одиссею 2001 года» «большим прорывом» своего времени, при этом сейчас этот фильм считается одной из величайших, когда-либо созданных картин в истории.
Хотя некоторые фильмы Кубрика вызывали споры и поначалу получали неоднозначные отзывы после выхода на экраны, большинство из них были номинированы на премии «Оскар», «Золотой глобус» или BAFTA, а также подвергались ретроспективной переоценке со стороны критиков. В 1999 году кинорежиссёр умер от сердечного приступа в своём поместье в возрасте 70 лет. Различные режиссёры и деятели искусства впоследствии восхваляли Кубрика за его режиссёрские приёмы работы с камерой и освещением и заявляли, что именно Стэнли вдохновлял их на работу в кинематографе. Стэнли также была посвящена награда «Британия» и переименована в «премию „Британия“ имени Стэнли Кубрика». В его честь устраивались различные выставки и концерты. Он также активно упоминался в массовой культуре, при этом Международный астрономический союз назвал его именем одну из гор спутника Плутона.

## Биография

### Ранняя жизнь

Кубрик со своим отцом Джейкобом (примерно 1930-е годы)

Стэнли Кубрик родился в еврейской семье в родильном доме Манхэттена (Нью-Йорк) 26 июля 1928 года. Был первым из двух детей Джейкоба Леонарда Кубрика (21 мая 1902 — 19 октября 1985) и его жены Сэди Гертруды Кубрик (урождённая Первелер; 28 октября 1903 — 23 апреля 1985). Его сестра, Барбара Мэри Кубрик, родилась в мае 1934 года. Джейкоб, чьи родители и дедушка с бабушкой по отцовской линии были польско-еврейского и румынско-еврейского происхождения, по окончании Нью-Йоркского медицинского колледжа с 1927 года работал врачом-гомеопатом. Тогда же он женился на Гертруде Первелер, дочери австрийско-еврейских иммигрантов. Детство Стэнли проходило в Бронксе. Его родители поженились по еврейскому обряду, однако сам Стэнли не получил религиозного воспитания и впоследствии стал атеистом. По меркам Западного Бронкса, семья была довольно обеспеченной и благополучной.
Вскоре после рождения сестры Кубрик поступил в государственную школу № 3 в Бронксе, а в июне 1938 года перешёл в государственную школу № 90. Результаты тестов показывали, что его IQ был выше среднего, но при этом занятия он посещал редко. С юных лет проявлял интерес к литературе, греческим и римским мифам и сказкам братьев Гримм, которые «на всю жизнь привили ему любовь к Европе». Летом он проводил большую часть субботы на игре бейсбольного клуба «Нью-Йорк Янкис». Когда Стэнли исполнилось 12 лет, отец научил его играть в шахматы. Они стали его самой любимой игрой и впоследствии часто фигурировали во многих его фильмах. В дальнейшем Стэнли стал членом Шахматной федерации США и объяснял, что шахматы помогли ему развить «терпение и дисциплину» в принятии решений. Когда ему было 13 лет, отец купил ему камеру Graflex, и благодаря этому Стэнли увлёкся фотографией. В это же время он подружился с соседом, Марвином Траубом, который разделял его страсть к фотографии. У Трауба имелась своя фотолаборатория, где друзья часами рассматривали фотографии и наблюдали, как химикаты «волшебным образом создают изображения на фотобумаге». Они участвовали в многочисленных фотографических проектах, в рамках которых разыскивали на улицах интересные объекты для съёмки, а также проводили время в местных кинотеатрах, изучая кинофильмы. Внештатный фотограф Виджи (Артур Феллиг) оказал значительное влияние на становление Стэнли как фотографа; позже Кубрик нанял его в качестве специального фотографа для съёмок фильма «Доктор Стрейнджлав» (1964). В подростковом возрасте Стэнли также интересовался джазом и задумывался о карьере барабанщика.
С 1941 года Кубрик посещал среднюю школу им. Уильяма Говарда Тафта. Он вступил в школьный клуб фотографов, где снимал школьные мероприятия для журнала. Учился будущий режиссёр посредственно, со средним баллом 67/D+, в том числе из-за того, что регулярно прогуливал занятия для просмотра двухсерийных фильмов. Он окончил школу в 1945 году, но плохие оценки в сочетании со льготами на поступление в колледж для солдат, вернувшихся со Второй мировой войны, лишили его всякой надежды на высшее образование. Позже Кубрик пренебрежительно отзывался о своём образовании и об американском школьном образовании в целом, утверждая, что школы недостаточно стимулируют у учащихся критическое мышление и интерес к знаниям. Джейкоб был расстроен неуспеваемостью сына, но при этом не запрещал ему брать книги из семейной библиотеки или заниматься фотографией в качестве основного хобби. Не сумев поступить на дневное отделение, в середине 1940-х годов Стэнли некоторое время посещал в Городском колледже Нью-Йорка вечерние занятия.

### Карьера фотографа

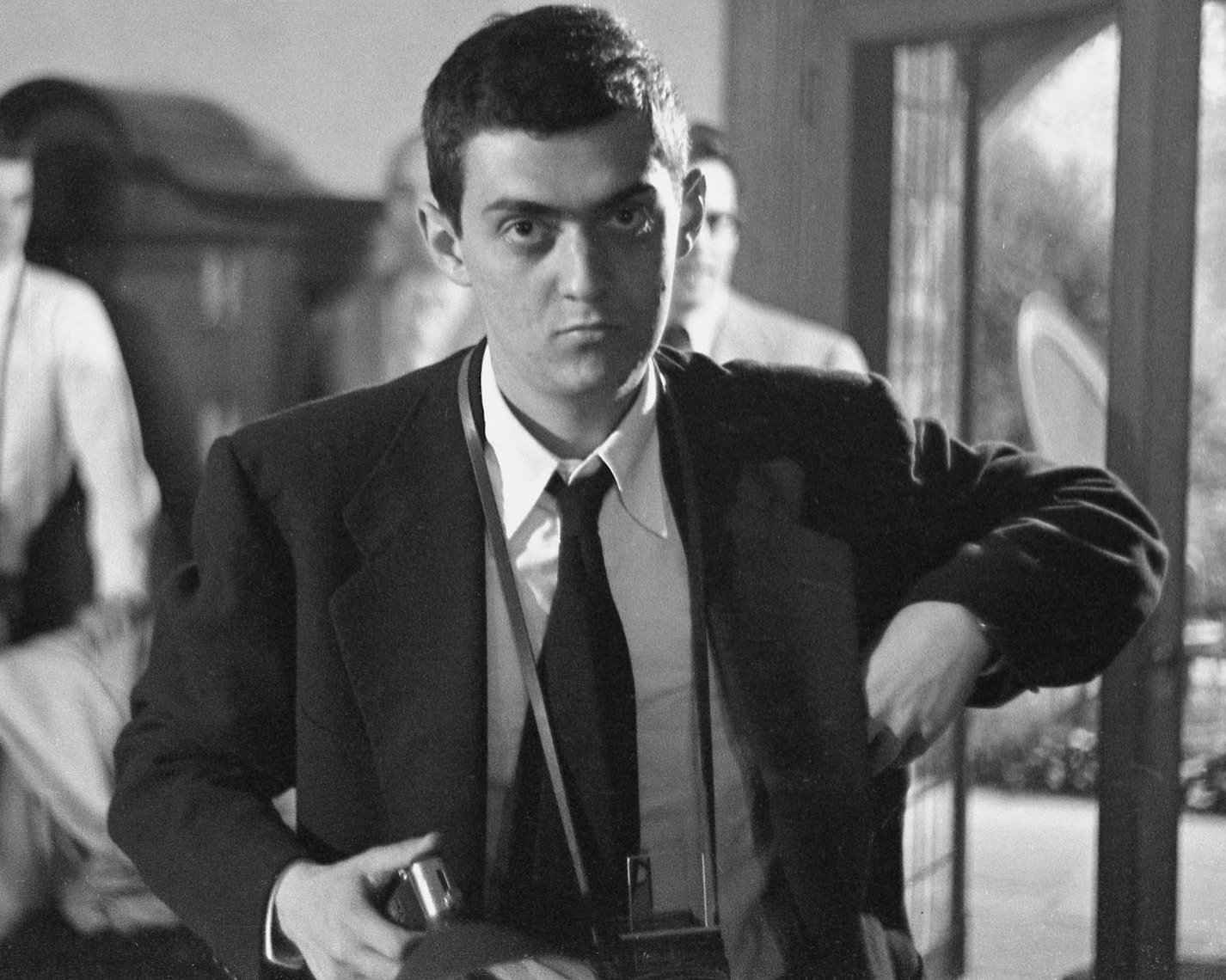
Портрет Кубрика с камерой в театре «Сэдлерс Уэллс» в Лондоне во время работы штатным фотографом журнала Look (журнал). Фото 1949 года

Во время обучения в средней школе Стэнли был избран официальным школьным фотографом. После окончания школы он продал журналу Look серию фотографий, которая была напечатана 26 июня 1945 года и принесла ему 100 долларов США. Также подрабатывал, играя в шахматы «на четвертаки» в парке Вашингтон-сквер и различных шахматных клубах Манхэттена.
В 1946 году стал стажёром-фотографом в Look, а затем получил штатную должность. Уоррен Шлоат-младший, ещё один новый фотограф журнала в то время, вспоминал, что, по его мнению, Кубрику не хватало индивидуальности, чтобы стать полноценным режиссёром в Голливуде: «Стэнли был тихим парнем. Он мало говорил. Он был худым, тощим и каким-то бедным, как и все мы». Сюжеты фотографий Кубрика быстро принесли ему известность. Уже его первая фотография, опубликованная 16 апреля 1946 года под названием «Короткий рассказ с балкона кинотеатра» (англ. A Short Story from a Movie Balcony), представляла собой инсценировку драки между мужчиной и женщиной, во время которой мужчина, будучи застигнутым врасплох, получает пощёчину от женщины. В другом проекте молодой фотограф сделал 18 снимков различных людей, стоящих в очереди в стоматологический кабинет. В ретроспективе его творчества говорилось, что этот проект продемонстрировал ранний интерес режиссёра к изображению рядовых людей и их поведения в повседневной обстановке. В 1948 году Кубрика отправили в Португалию для сбора документального материала об этой стране, а позже в том же году он готовил репортажи о цирке «Ringling Bros. and Barnum & Bailey Circus» в Сарасоте (штат Флорида).

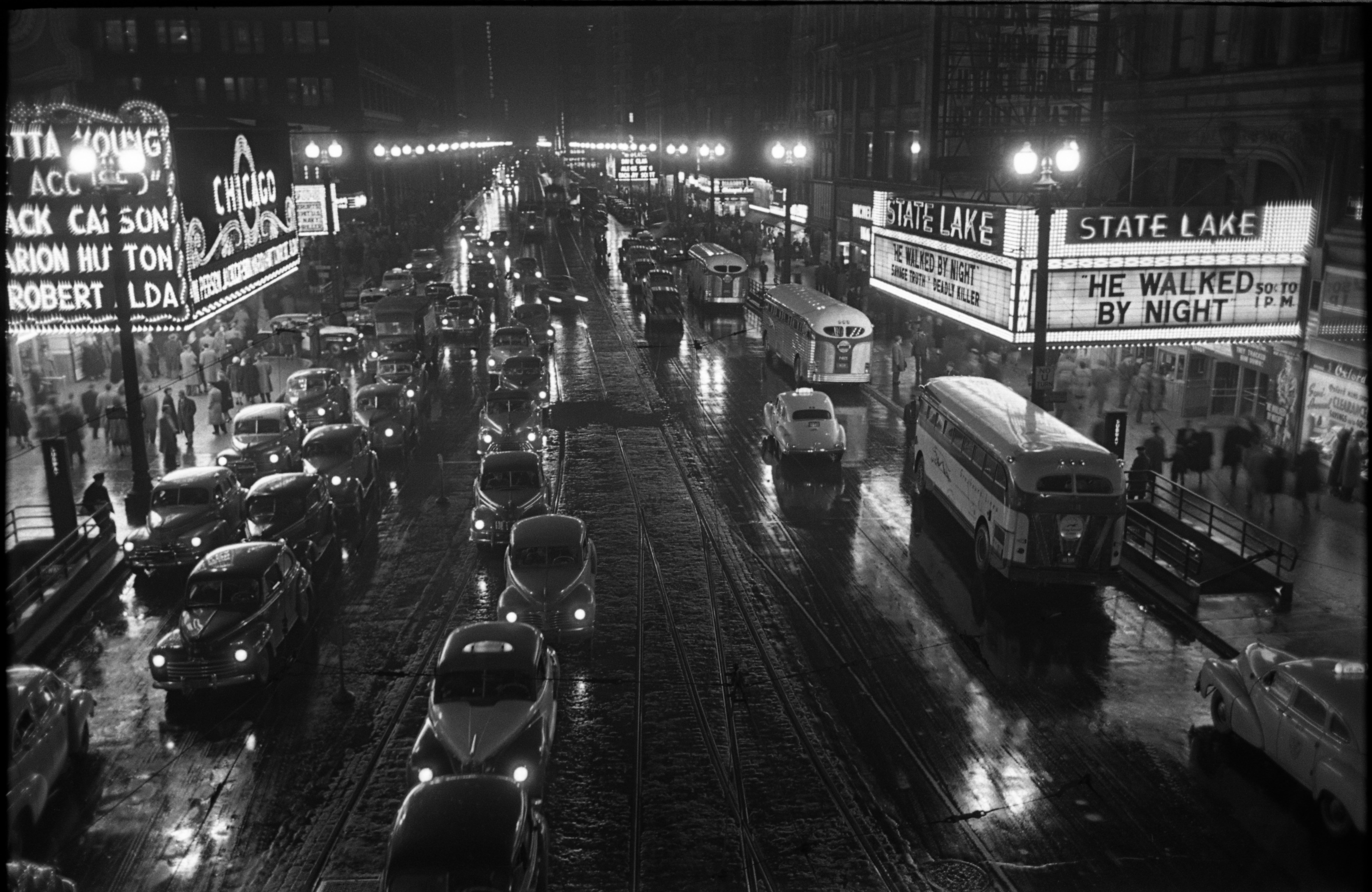
Фотография уличного пейзажа Чикаго со станции State/Lake, сделанная Кубриком для журнала Look.
Фото 1949 года.

Будучи любителем бокса, Стэнли фотографировал боксёрские матчи. Его самая ранняя работа, «Prizefighter», была опубликована 18 января 1949 года и включала в себя двадцать чёрно-белых фотографий, на которых был изображён бой с участием американского боксёра среднего веса Уолтера Картьера и события перед ним. 2 апреля 1949 года он опубликовал в Look фотоэссе «Chicago — City of Extremes» (с англ. — «Чикаго — город крайностей»), в котором проявился его талант к созданию атмосферы с помощью образов. В июле 1950 года, журнал опубликовал его фотосюжет «Работница из высшего света — Betsy von Furstenberg» (с англ. — «Рабочая дебютантка — Бетси фон Фюрстенберг»), на заднем плане которого виден портрет Анхеля Фернандеса де Сото кисти Пабло Пикассо. Ему также поручали фотографировать джазовых музыкантов — от Фрэнка Синатры и Эрролла Гарнера до Джорджа Льюиса и Эдди Кондона, а также Фила Наполеона, Папу Селестина, Альфонса Пику, Маггси Спаньера, Шарки Бонано и других.
28 мая 1948 года Стэнли женился на своей школьной подруге Тобе Метц. Они жили вместе в небольшой квартире на Западной 16-й улице недалеко от Шестой авеню, к северу от Гринвич-Виллидж. В это же время Кубрик начал часто посещать киносеансы в Музее современного искусства и кинотеатрах Нью-Йорка. Его вдохновляла сложная и плавная операторская работа в фильмах Макса Офюльса, оказавшая большое влияние на визуальный стиль молодого фотографа, а также работы режиссёра Элии Казана, которого он называл «лучшим режиссёром» Америки того времени, способным «творить чудеса» с актёрами. Друзья Стэнли начали замечать, что он стал одержим искусством кинематографа. Один из друзей, Дэвид Воган, отмечал, что Кубрик внимательно изучал то, как развивается сюжет в отсутствие диалогов, и возвращался к чтению своей газеты, когда персонажи снова начинали разговаривать. Стэнли много часов проводил за чтением книг по теории кинематографа и написанием заметок. Особенно его вдохновляли Сергей Эйзенштейн и технический директор журнала Look по фотографии — Артур Ротштейн.

### Карьера в кинематографе

#### Короткометражные фильмы (1951—1953)
Кубрик разделял любовь к кино со школьным другом Александром Зингером, который после окончания школы намеревался снять киноверсию поэмы «Илиада» Гомера. Благодаря Зингеру, работавшему в офисе компании по производству кинохроники «Марш времени», Стэнли узнал, что создание полноценного короткометражного фильма может обойтись в 40 тыс. долларов, что для него в то время было очень дорого — его сбережения составляли только 1500 долларов. Кубрик начал самостоятельно изучать информацию о кинопроизводстве, обзванивая поставщиков плёнки, различные лаборатории и пункты проката оборудования.
В 1950 году Стэнли решил снять короткометражный документальный фильм о боксёре Уолтере Картьере, которого он фотографировал для журнала Look годом ранее. В 1951 году он взял напрокат камеру и снял 16-минутную чёрно-белую ленту «День схватки». Средства на съёмку этого фильма он нашёл самостоятельно и первоначально думал пригласить в качестве рассказчика Монтгомери Клифта, с которым познакомился во время фотосессии для Look, но в итоге остановился на ветеране новостей CBS Дугласе Эдвардсе. По словам Пола Дункана, проект был «удивительно совершенным для первого фильма». При работе над картиной Стэнли, в частности, использовал такой приём, как следящая съёмка с движущейся задним ходом камерой. Это было сделано в сцене, где Картьер и его брат и менеджер, Винсент, идут на камеру, и впоследствии этот приём стал одной из характерных операторских черт Кубрика. Винсент позже вспоминал о своих наблюдениях за Стэнли во время съёмок и описывал его, как бесстрастного человека с неистовым очарованием: «Все, кто работал со Стэнли, делали только то, что хотел Стэнли». После того как друг Зингера Джеральд Фрид написал музыку к фильму, Кубрик потратил на создание ленты 3900 долларов и продал её компании RKO-Pathé за четыре тысячи, что в то время было самой крупной суммой, которую компания когда-либо платила за короткометражный фильм. Большую часть работы Кубрик делал сам из-за экономии денег, тесно сотрудничая с Картьером, Зингером и Фридом на съёмочной площадке. Позже он заявлял, что «лучшее образование в области кино — это создание фильма».
Вдохновившись этим успехом, Стэнли бросил работу в Look и стал посещать профессиональных кинематографистов в Нью-Йорке, задавая им много вопросов о технических аспектах кинопроизводства. Он рассказывал, что уверенность в своём будущем как режиссёра появилась у него в этот период из-за большого количества просмотренных плохих фильмов: «Я ни черта не понимаю в кино, но знаю, что могу снять фильм лучше этого». В 1951 году Стэнли приступил к съёмкам документального фильма «Летающий падре» (изначально картину планировалось назвать «Небесный пилот», англ. Sky Pilot) о преподобном Фреде Штадтмюллере, который преодолевает около 4 тысяч миль, чтобы посетить 11 своих церквей. В течение фильма священник совершает погребальную службу, сталкивается с мальчиком, издевающимся над девочкой, и совершает экстренный перелёт, чтобы помочь больной матери и ребёнку. Некоторые виды с самолёта и изнутри него в «Летающем падре» перекликаются с кадрами космического корабля, которые позже были отсняты для фильме «Космическая одиссея 2001 года», а серия крупных планов лиц людей, присутствующих на похоронах, была вдохновлена фильмами Сергея Эйзенштейна «Броненосец „Потёмкин“» (1925) и «Иван Грозный» (1945/1958).
За «Летающим падре» последовал фильм «Морские наездники» (1953), первый цветной фильм, снятый для Международного союза моряков (SIU) Северной Америки в июне 1953 года. В фильме показана логистика демократического профсоюза и большое внимание уделено удобствам мореплавания. Для сцены в кафетерии, чтобы показать жизнь общества моряков, режиссёр применил следящую съёмку; впоследствии этот вид съёмки тоже станет его фирменным приёмом. Сцена выступления секретаря-казначея профсоюза SIU Атлантического океана и Персидского залива Пола Холла перед членами профсоюза перекликается со сценами из фильмов Эйзенштейна «Стачка» (1925) и «Октябрь» (1928). «День схватки», «Летающий падре» и «Морские наездники» — единственные сохранившиеся документальные работы режиссёра; некоторые историки кино утверждают, что таких фильмов на самом деле было больше.

#### Ранний опыт полнометражного кино (1953—1955)
В 1953 году Кубрик, получив 1000 долларов на показе своих короткометражных фильмов друзьям и родственникам, собрал дополнительные средства, чтобы начать съёмки своего первого полнометражного фильма «Страх и вожделение» (первоначально проект носил название «Ловушка», англ. The Trap) по сценарию своего друга Говарда Саклера. Дядя Стэнли, Мартин Первелер, будучи владельцем аптеки в Лос-Анджелесе, вложил в производство ещё 9000 долларов при условии, что будет упомянут в качестве исполнительного продюсера. Кубрик собрал команду из 14 человек, состоящую из пяти актёров, пяти членов команды и ещё четырёх человек для перевозки оборудования, и отправился в горы Сан-Гейбриел в Калифорнии для пятинедельных малобюджетных съёмок. Рабочее название фильма сменилось на «Форму страха» (англ. The Shape of Fear), а затем и на окончательное — «Страх и вожделение». По сюжету, команда солдат в ходе неназванной войны в результате авиакатастрофы попадает в тыл врага. По ходу фильма солдаты встречают в лесу местную крестьянку и привязывают её к дереву. Кубрик планировал сделать «Страх и вожделение» немой картиной, чтобы снизить затраты на производство; добавление звуков, эффектов и музыки в итоге обошлось создателям в 53 тыс. долларов, что существенно превысило планируемый бюджет картины. Её взял на поруки продюсер Ричард де Рошмон при условии, что Стэнли поможет ему снять пятисерийный телесериал об Аврааме Линкольне в Ходженвилле (штат Кентукки). Во время работы над «Страхом и вожделением» Кубрик по ошибке чуть не убил актёров ядовитыми газами.
«Страх и вожделение» провалился в прокате, но после премьеры получил несколько положительных отзывов. Критики издания The New York Times считали, что в картине проявился профессионализм режиссёра как фотографа и что он отлично показал гротескные взгляды солдат на смерть, их похотливость и скотскую грубость. Учёный Колумбийского университета Марк Ван Дорен был очень впечатлён сценой с девушкой, привязанной к дереву, и отметил, что она иллюстрирует огромный талант Кубрика и останется в памяти как «прекрасная, ужасающая и странная». Позже режиссёр стыдился своей первой полнометражной работы и в течение многих лет пытался вывести копии фильма из обращения.
После «Страха и вожделения» началась работа над идеями нового фильма о боксе. Из-за кассового провала своего первого фильма Кубрик не стал тратить время на поиск новых инвестиций и совместно с Говардом Саклером начал работу над сценарием фильма жанра нуар. Первоначально фильм именовался «Поцелуй меня, убей меня» (англ. Kiss Me, Kill Me), а затем «Нимфа и маньяк» (англ. The Nymph and the Maniac). В конце концов он получил наименование «Поцелуй убийцы» и рассказывал о связи молодого боксёра-тяжеловеса с женщиной, над которой издевается её криминальный босс. Как и в случае с первым фильмом, «Поцелуй убийцы» в частном порядке финансировался семьёй и друзьями режиссёра. Кроме того, около 40 тыс. долларов на фильм выделил фармацевт из Бронкса Моррис Бусс. Съёмки фильма проходили на Таймс-сквер, которую Кубрик тщательно изучал в процессе съёмок, экспериментируя там с камерой и рассматривая возможность использования нетрадиционных ракурсов и образов. Изначально он решил записывать звук синхронно, но столкнулся с трудностями, связанными с тенями от микрофонных штанг, которые мешали работе оператора. Отсняв картину за 12-14 недель, он затем потратил около семи месяцев и 35 тыс. долларов на работу над звуком. На фильм оказала непосредственное влияние картина Альфреда Хичкока «Шантаж» (1929), а Мартин Скорсезе позже рассказывал, что новаторские ракурсы и атмосферные кадры «Поцелуя убийцы», в свою очередь, повлияли на его фильм «Бешеный бык» (1980). Актриса Ирен Кейн, звезда фильма «Поцелуй убийцы», отмечала: «Стэнли — занятная личность. Он считает, что кино должно брать за живое, содержать минимум диалогов, и обеими руками за секс и садизм». «Поцелуй убийцы» заработал довольно мало денег по сравнению со своим производственным бюджетом в 75 тыс. долларов. Критики высоко оценили операторскую работу, но назвали актёрскую игру и сюжет фильма посредственными.

#### Успех в Голливуде и за его пределами (1955—1962)
Играя в шахматы на Вашингтон-сквер, Кубрик познакомился с продюсером Джеймсом Б. Харрисом, который впоследствии описывал его как «самого творческого человека», с которым когда-либо сталкивался. В 1955 году они создали компанию Harris-Kubrick Pictures Corporation. Харрис выкупил права на роман Лайонела Уайта «С чистого листа» (англ. Clean Break) за 10 тыс. долларов, а Стэнли написал сценарий к экранизации. По предложению режиссёра они наняли писателя-нуарщика Джима Томпсона, чтобы тот поработал над диалогами к фильму, который в итоге получил название «Убийство». Картина рассказывала о тщательно спланированном ограблении ипподрома, которое в итоге пошло не по плану. В фильме снялся Стерлинг Хэйден, впечатливший Кубрика своей игрой в фильме «Асфальтовые джунгли» (1950).
Кубрик и Харрис переехали в Лос-Анджелес и подписали контракт с Jaffe Agency на съёмки картины, которая стала первым полнометражным фильмом в карьере Кубрика, снятым с участием профессионального актёрского состава и съёмочной группы. Профсоюз в Голливуде заявил, что ему не разрешат быть одновременно и режиссёром и оператором, в результате чего на пост оператора был нанят Люсьен Баллард. При этом Кубрик отказался от гонорара, а сам фильм был снят за 24 дня при бюджете в 330 тыс. долларов. Во время съёмок он часто конфликтовал с Баллардом и однажды пригрозил уволить его после спора о расположении камеры и использовании определённых линз, несмотря на то, что ему на тот момент было всего 27 лет и он был на 20 лет младше оператора. Исполнитель главной роли Хэйден вспоминал, что Кубрик в то время был «холодным и отстранённым» и что лишь немногие из режиссёров, с которыму ему довелось работать, были так же хороши.
«Убийство» получило рекламу только в последний момент в качестве дополнительного фильма к вестерну «Бандидо» (1956) и не попало в полноценный прокат на территории США, в связи с чем не смогло заработать много денег. Несколько того времени критиков высоко оценили фильм, а рецензент журнала Time сравнил работу Кубрика с произведениями Орсона Уэллса. В наше время критики считают «Убийство» одним из лучших фильмов ранней карьеры Кубрика; нелинейное повествование картины также оказало большое влияние на последующих режиссёров криминальных фильмов, включая Квентина Тарантино. Дор Шэри из Metro-Goldwyn-Mayer (MGM) был весьма впечатлён проектом и предложил Кубрику и Харрису 75 тыс. долларов на написание сценария, режиссуру и продюсирование следующего фильма. Этот проект в итоге оформился в ленту «Тропы славы» (1957).

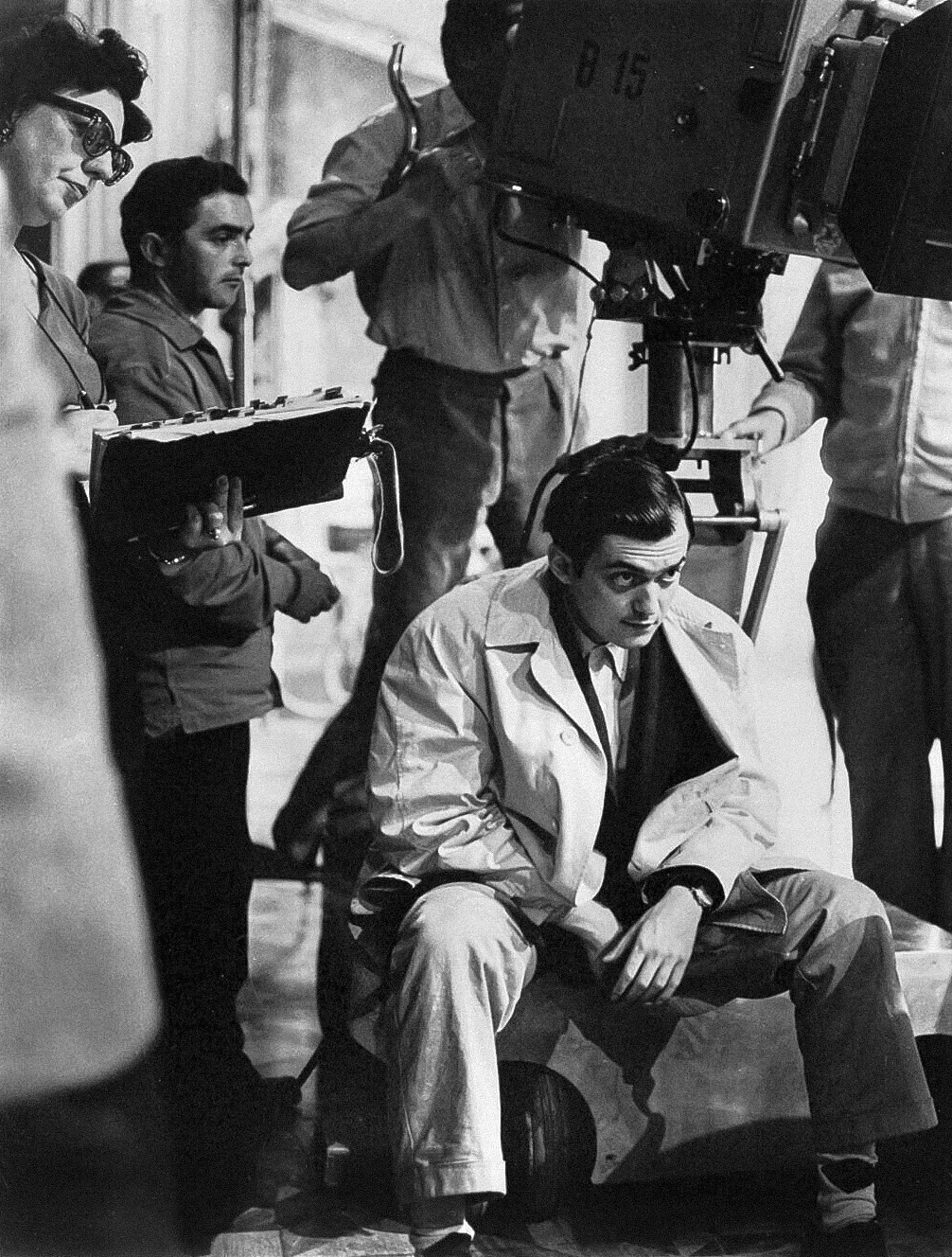
Кубрик на съёмках фильма «Тропы славы» в 1957 году

Военная драма «Тропы славы», события которой происходят во время Первой мировой войны, основана на антивоенном романе Хамфри Кобба 1935 года. Шэри был знаком с романом, но заявил, что MGM не будут финансировать ещё одну военную картину, учитывая, что они уже вложились в антивоенную драму «Алый знак доблести» (1951). Стэнли и Шэри согласились работать над романом Стефана Цвейга «Жгучая тайна», и Кубрик начал работать над сценарием с писателем Колдером Уиллингемом. Он не хотел забывать о «Тропах славы» и тайком от Джима Томпсона по ночам начал писать сценарий. После того, как Шэри был уволен из MGM в результате серьёзной кадровой перестановки, создателям удалось привлечь Кирка Дугласа на роль полковника Дакса. Дуглас сообщил компании United Artists, что не будет сниматься в фильме «Викинги» (1958), если они не согласятся снять «Тропы славы» и не заплатят за эту картину 850 тыс. долларов. Кубрик и Харрис подписали контракт на пять фильмов с компанией Дугласа Bryna Productions и согласились на гонорар в 20 тыс. долларов и процент от прибыли, в то время как оплата Дугласа составляла 350 тысяч. Дуглас, в свою очередь, подписал с компанией Harris-Kubrick Pictures договор о производстве трёх картин совместно с Bryna Productions, которая обеспечила финансирование и дистрибьюцию «Троп славы» и двух последующих фильмов United Artists. Фильм, снятый в Мюнхене в марте 1957 года, рассказывает о подразделении французской армии, которому поручено невыполнимое задание, а затем о военном суде над тремя солдатами за нарушение воинской дисциплины. Даксу поручено защищать этих солдат на суде. Для сцены сражения были последовательно выстроены шесть камер вдоль границы безлюдной местности, причём каждая камера снимала определённое поле и была пронумерована, а каждому статисту был присвоен номер зоны, в которой он должен был «погибнуть». Во время съёмок сам Кубрик управлял камерой Arriflex 35. «Тропы славы» стали его первым серьёзным кассовым успехом, который и утвердил его в качестве перспективного молодого режиссёра. Критики высоко оценили несентиментальные, неброские и неприукрашенные боевые сцены фильма, а также его необработанное чёрно-белое изображение. Несмотря на положительные отзывы, решение выпустить фильм в прокат на Рождество была подвергнута критике, а сюжет вызвал неоднозначную реакцию в Европе. Фильм был запрещён во Франции до 1974 года за «нелестное» изображение французских военных, а в армии Швейцарии подвергался цензуре до 1970 года.
В октябре 1957 года, после мировой премьеры картины «Тропы славы» в Германии, компания Bryna Productions специально для Стэнли Кубрика и Джеймса Харриса приобрела права на автобиографию Герберта Эмерсона Уилсона под названием «Я украл 16 миллионов долларов» (англ. I Stole $16,000,000). Картина должна была стать второй в рамках сделки по совместному производству между Bryna Productions и Harris-Kubrick Pictures, в которой Стэнли должен был выступить сценаристом и режиссёром, Харрис — сопродюсером, а Дуглас — сопродюсером и исполнителем главной роли. В ноябре 1957 года Гэвин Ламберт был назначен редактором сценария. Вместе с Кубриком они завершили работу над сценарием, в рабочей версии носившим название «Богобоязненный человек» (англ. God Fearing Man), но картина так и не была снята.
Марлон Брандо обратился к режиссёру с просьбой снять экранизацию вестерна Чарльза Нидера «Подлинная смерть Хендри Джонса» (англ. The Authentic Death of Hendry Jones) о Пэте Гарретте и Билли Киде. Брандо был впечатлён работами режиссёра; по его оценке, Кубрик обладал высоким интеллектом, был проницательным и всегда привносил в новые проекты оригинальную точку зрения. В течение шести месяцев они работали над сценарием, который тогда уже начал писать Сэм Пекинпа. По поводу проекта разгорелось множество споров, и в конце концов Кубрик перестал курировать фильм, который в 1961 году вышел в прокат под названием «Одноглазые валеты».

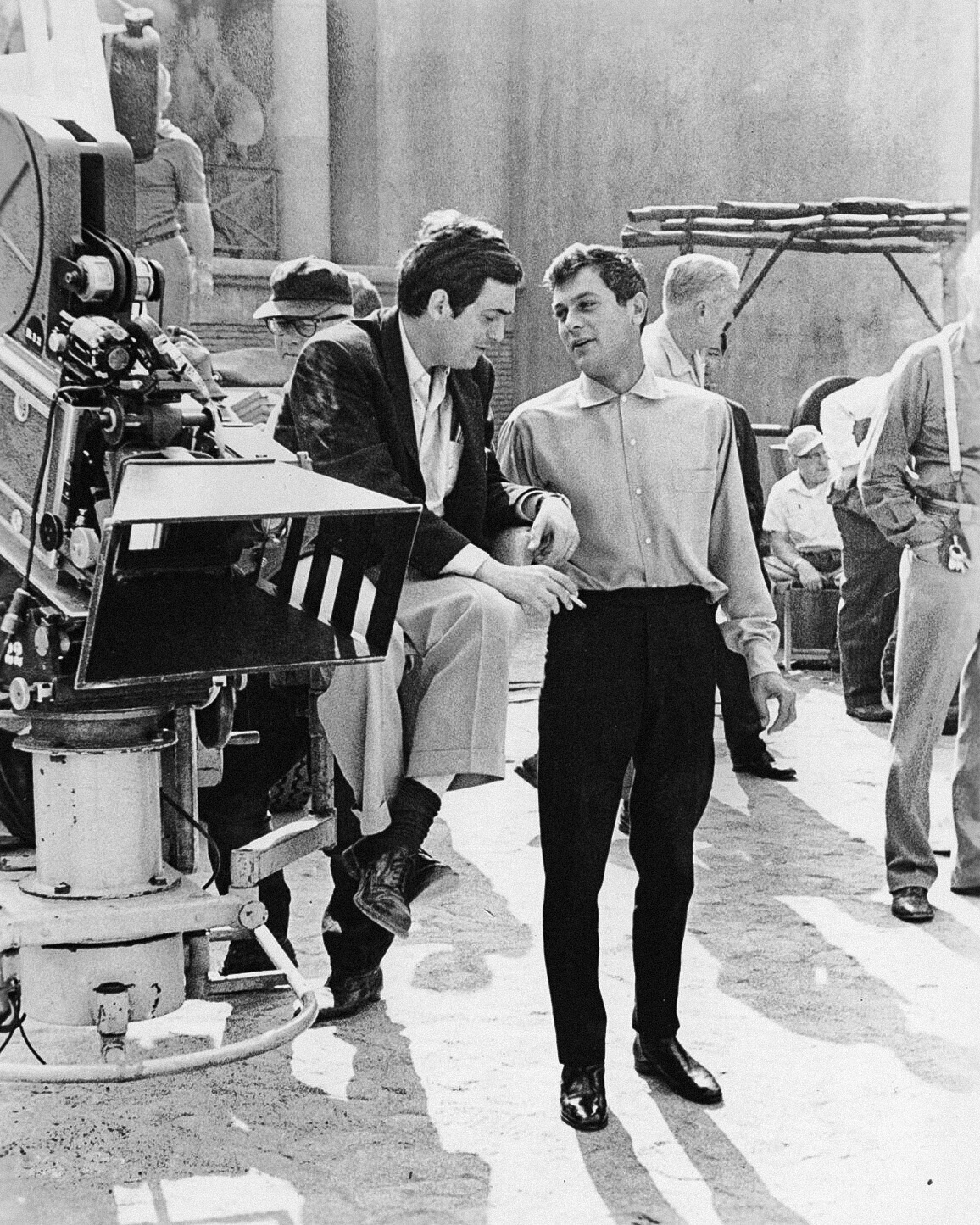
Кубрик и Тони Кёртис на съёмках фильма «Спартак» в 1960 году

В феврале 1959 года Кубрику позвонил Кирк Дуглас и предложил снять фильм «Спартак», в основу которого лягут события восстания рабов в Древнем Риме. Дуглас приобрёл права на роман Говарда Фаста, а занесённый в чёрный список сценарист Далтон Трамбо приступил к написанию сценария. Фильм был спродюсирован Дугласом, который также снялся в роли Спартака, а Лоуренс Оливье сыграл роль его врага, римского полководца и политика Марка Лициния Красса. Дуглас нанял Кубрика за 150 тыс. долларов, чтобы тот взял на себя обязанности режиссёра после увольнения первоначально занимавшего эту должность Энтони Манна. В 31 год Кубрик уже был режиссёром четырёх полнометражных фильмов, но эта картина, в которой снялись 10 тысяч человек, а бюджет составил 6 млн долларов, стала в его карьере самой крупной. В то время это был самый дорогой фильм, когда-либо снятый в Америке, а Кубрик стал самым молодым режиссёром в истории Голливуда, снявшим эпический фильм. Это был первый случай, когда Стэнли проводил съёмки с использованием анаморфотного 35-мм горизонтального Super Technirama 70 для достижения сверхвысокой чёткости, что позволило ему снять большие панорамные сцены, включая одну с 8 тысячами обученных солдат из Испании, играющими роль римской армии.
Во время съёмок «Спартака» разгорелись разногласия. Кубрик жаловался на то, что не имеет полного творческого контроля над художественными аспектами, настаивая на праве на импровизацию во время съёмок. Стэнли хотел снимать в медленном темпе — по две съёмки в день, но студия настаивала на 32; пришлось пойти на компромисс и снимать восемь раз в день. Оператор Уильям Рид Вудфилд подверг сомнению кастинг и исполнительские способности некоторых актёров, таких как Тимоти Кари, а кинооператор Расселл Метти был недоволен светом, использовавшимся для съёмок, и грозил уволиться, однако после получения премии «Оскар» в категории «Лучшая операторская работа» забрал свои слова назад. Кубрик и Дуглас также расходились во мнениях по поводу сценария. В частности, режиссёр однажды разозлил Дугласа, когда вырезал все его реплики, кроме двух, из первых 30 минут фильма. Несмотря на проблемы на съёмочной площадке, «Спартак» собрал 14,6 млн долларов за свой первый прокат. Этот фильм позволил Кубрику утвердиться в качестве крупного кинорежиссёра, получив шесть номинаций на премию «Оскар» и победив в четырёх их них; картина окончательно убедила режиссёра в том, что если из такой проблемной постановки можно сделать так много, то он может добиться чего угодно. «Спартак» также ознаменовал окончание рабочих отношений между Кубриком и Дугласом.

#### Сотрудничество с Питером Селлерсом (1962—1964)

##### «Лолита»
Кубрик и Харрис решили снимать свой следующий фильм в Англии, где так называемый план И́ди позволял продюсерам списывать расходы, если 80 % съёмочной группы составляли британцы. Продюсеры Warner Bros. внесли в их контракт пункты, дающие им полный контроль над производством. Это ограничивало творческую свободу авторов, и в результате они подписали контракт с Associated Artists Productions Элиота Хаймана на сумму в 1 млн долларов с пунктом, эту творческую свободу им обеспечивавшим. Новой совместной работой Кубрика и Харриса стала «Лолита» — экранизация одноимённого романа Владимира Набокова, рассказывающего о том, как профессор средних лет влюбляется в 12-летнюю девочку; при этом фильм стал первой попыткой Кубрика снять чёрную комедию. По словам кинокритика Джина Янгблада, стилистически «Лолита», в которой снялись Питер Селлерс, Джеймс Мэйсон, Шелли Уинтерс и Сью Лайон, стала для него поворотным проектом, «ознаменовавшим переход от натуралистического кино… к сюрреализму». Режиссёр был впечатлён актёрским диапазоном Питера Селлерса и предоставил ему возможность импровизации во время съёмок, снимая его одновременно на три камеры.
Съёмочный период «Лолиты», бюджет которой составлял 2 млн долларов, занял 88 дней: с октября 1960 по март 1961 года. Съёмки велись на киностудии Elstree Studios. Кубрик часто конфликтовал с Шелли Уинтерс — исполнительницей роли матери заглавной героини, — которую считал «очень трудной» и в определённый момент чуть не уволил. Из-за провокационного сюжета «Лолита» стала первым фильмом режиссёра, вызвавшим общественную дискуссию; в итоге Кубрик был вынужден подчиниться цензорам и убрать из фильма эротические намёки в отношениях между Гумбертом Гумбертом и Лолитой, которые содержал роман Набокова. В итоге фильм не имел большого кассового успеха и заработал в прокате всего 3,7 млн долларов. Позже, однако, «Лолита» всё же получила признание и высокие оценки от критиков. Кубрик и Харрис при этом доказали, что могут адаптировать весьма спорный роман без вмешательства студии. Умеренные доходы позволили им открыть различные компании в Швейцарии, чтобы извлечь выгоду от низких налогов на прибыль и обеспечить себе финансовую независимость на всю жизнь.

##### «Доктор Стрейнджлав»
Следующим проектом стала сатирическая чёрная комедия «Доктор Стрейнджлав, или Как я перестал бояться и полюбил бомбу» (1964). В 1950-е годы, на ранних стадиях холодной войны, Кубрика всерьёз заботили перспективы ядерной войны, и он даже подумывал о переезде в Австралию, поскольку опасался, что Нью-Йорк может стать вероятной целью для советского удара. Он изучил более 40 исследований по военным и политическим аспектам этой темы и в итоге пришёл к выводу, что «никто ничего толком не знает и вся ситуация абсурдна».
Кубрик приобрёл права на роман «Красная тревога» Питера Джорджа и совместно с автором начал разработку сценария для его киноадаптации. Изначально фильм был написан в духе серьёзного политического триллера, но режиссёр решил, что серьёзная трактовка темы не будет правдоподобной и что некоторые наиболее яркие моменты могут стать основой для комического осмысления. Давний продюсер и друг Стэнли, Джеймс Харрис, считал, что фильм должен быть серьёзным, и из-за этих разногласий они разошлись, оставшись, впрочем, друзьями: Харрис ушёл из проекта и выступил продюсером и режиссёром триллера о холодной войне «Бедфордский инцидент» (1965). Кубрик и Джордж переписали сценарий в сатирическом ключе и озаглавили его «Хрупкий баланс ужаса» (англ. The Delicate Balance of Terror). В этой экранизации сюжет «Красной тревоги» был представлен как «фильм в фильме», снятый инопланетной расой, но от этой идеи в итоге отказались, и Кубрик принял решение ставить фильм как «возмутительную чёрную комедию».
Незадолго до начала съёмок Кубрик нанял известного журналиста и автора-сатирика Терри Саузерна, чтобы тот придал сценарию окончательную форму — чёрной комедии, полной сексуальных намёков. По словам киноведа Джеролда Абрамса, эта картина продемонстрировала талант режиссёра как «уникального абсурдиста». Саузерн внёс большой вклад в окончательный вариант сценария и стал вместе с Питером Джорджем одним из авторов вступительных титров фильма; его предполагаемая роль в написании сценария позже привела к публичному разрыву между Кубриком и Джорджем. Последний сетовал в письме в журнал Life, что интенсивное, но довольно короткое (с 16 ноября по 28 декабря 1962 года) участие Саузерна в проекте получило неоправданное освещение в СМИ, в то время как его собственная роль как автора исходного романа и его десятимесячное пребывание в качестве соавтора сценария были преуменьшены, а Кубрик мало что сделал, чтобы исправить это заблуждение.
Кубрик пришёл к выводу, что при бюджете 2 млн долларов и участии «лучшей в мире команды по спецэффектам» фильм «Доктор Стрейнджлав» будет невозможно снять в США по различным техническим и политическим причинам, и это заставило его снова перенести производство в Англию. Съёмки фильма продолжались 15 недель и закончились в апреле 1963 года, после чего около восьми месяцев заняло постпроизводство. Питер Селлерс вновь согласился работать с Кубриком и сыграл в картине три разные роли.
После выхода фильм вызвал много споров и неоднозначных отзывов. Кинокритик The New York Times Босли Краузер назвал картину «компрометацией и неуважением ко всему институту нашей обороны… самой сокрушительной злобной шуткой, с которой я когда-либо сталкивался», а Роберт Брюстайн из Out of This World в статье от февраля 1970 года назвал фильм «ювеналовой сатирой». В ответ на критику Кубрик заявил: «Сатирик — это человек, питающий очень скептическое отношение к человеческой натуре, но всё ещё сохраняющий достаточно оптимизма, чтобы как-то обернуть это в шутку, какой бы жестокой эта шутка ни была». В наше время фильм считается одной из самых метких комедийных картин в истории и имеет высокие оценки на различных оценочных агрегаторах. Американский институт киноискусства поставил «Доктора Стрейнджлава» на 39-е место в списке величайших американских фильмов и на третье место в списке величайших американских кинокомедий всех времён, а в 2010 году он попал на шестое место в списке лучших комедийных фильмом всех времён по версии газеты The Guardian.

#### Новаторский кинематограф (1965—1971)
Следующие пять лет Кубрик посвятил разработке научно-фантастического проекта «Космическая одиссея 2001 года», находясь под большим впечатлением от романа писателя-фантаста Артура Кларка «Конец детства» (1953) о высшей инопланетной расе, которая помогает последнему поколению человечества перейти на новый этап эволюции. В апреле 1964 года он встретился с Кларком в Нью-Йорке и предложил ему поработать над повестью 1948 года «Страж» (англ. The Sentinel), в которой люди находят на Луне некий монолит иноземного происхождения. В том же году Кларк начал работу над романом «Космическая одиссея 2001 года», одновременно сочиняя с Кубриком сценарий. Основная тема сюжета — порождение одного разума другим — развивается в двух параллельных историях, пересекающихся в двух разных временных отрезках. В одной сюжетной линии происходит поэтапная эволюция человека из обезьяны в «дитя звёзд» при участии инопланетного разума. Вторая описывает противостояние людей в космосе с искусственным интеллектом, суперкомпьютером HAL 9000, управляющим космическим кораблём (этого персонажа писатель Клэнси Сигал назвал «намного более человечным, обладающим лучшим чувством юмора и, возможно, более порядочным, чем всё прочее, что может возникнуть в результате этого долгосрочного проекта»).
В работе над фильмом режиссёр уделял особое внимание точности и детализации того, как может выглядеть будущее. Для лучшего понимания деталей НАСА разрешило ему наблюдать за космическим кораблём, используемым в миссии «Рейнджер-9». Съёмки начались 29 декабря 1965 года со сцены раскопок монолита на Луне, в начале 1967 года были отсняты кадры в пустыне Намиб, а позже в том же году были завершены сцены с обезьянами. Команда визуальных эффектов работала до конца года, при этом стоимость картины достигла 10,5 млн долларов. «Космическая одиссея 2001 года» была задумана для системы «Синерама» и снята в формате Super Panavision 70, обеспечив зрителям «ослепительную смесь фантазии и науки» благодаря новаторским спецэффектам, которые принесли режиссёру его единственную личную премию «Оскар» в номинации «Лучшие визуальные эффекты».
После выхода на экраны в 1968 году «Космическая одиссея 2001 года» не сразу получила признание критиков. Ей ставили в вину нехватку диалогов, медлительное развитие событий и чрезмерную запутанность сюжета. Фильм был не похож ни на одну научно-фантастическую картину из снятых ранее и явно отличался от всех предыдущих работ Кубрика. Режиссёра особенно возмутила язвительная рецензия Полин Кейл, которая назвала «Космическую одиссею» «самым любительским фильмом», в котором Кубрик сделал «все глупости, о которых когда-либо мечтал». Несмотря на неоднозначные отзывы критиков, картина постепенно завоевала популярность и к концу 1972 года заработала 31 млн долларов по всему миру. В наше время этот фильм считается одним из самых выдающихся и влиятельных фильмов, когда-либо созданных, и входит в список десяти лучших фильмов всех времён. Бакстер описывает фильм как «одно из самых восхитительных и обсуждаемых творений в истории кино», а Стивен Спилберг назвал картину «Большим Взрывом» для своего поколения кинематографистов. Согласно биографу Винсенту Лобрутто, он «ввёл Стэнли Кубрика как чистого художника в число величайших мастеров кинематографа».

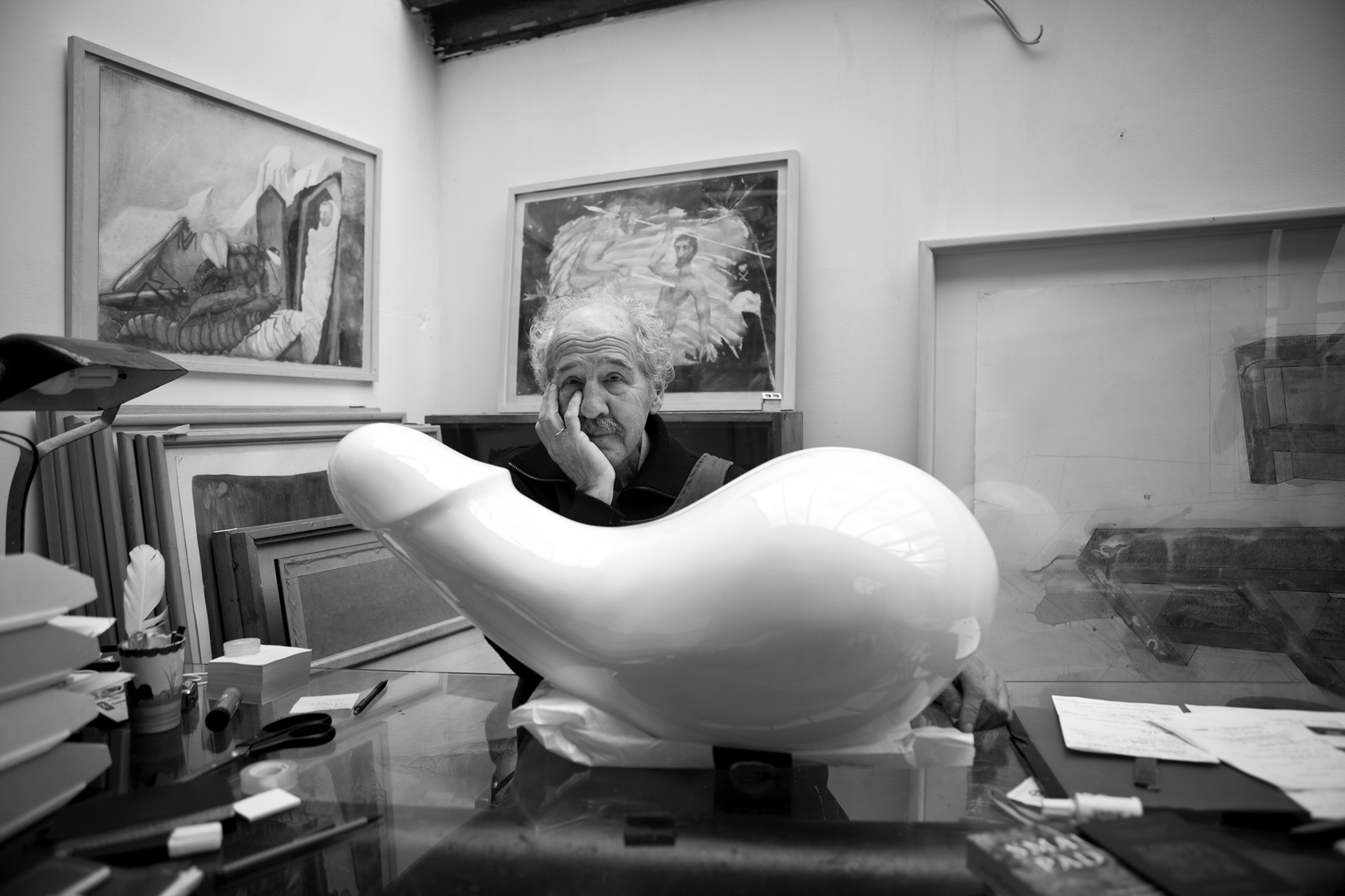
Герман Маккинк со скульптурой своего авторства «Rocking Machine», используемой в фильме «Заводной апельсин» (1971)

После завершения работы над «Космической одиссеей 2001 года» Кубрик начал поиски нового проекта, который можно было снять быстро и с более скромным бюджетом. В конце 1969 года он остановился на антиутопии Энтони Бёрджесса «Заводной апельсин». Решение снять фильм о деградации молодёжи отражало современные режиссёру проблемы: в эти годы «Новый Голливуд» выпускал множество фильмов, в которых центральное место занимали юношеский бунт и сексуальность. Съёмки «Заводного апельсина» проходили в период с 1970 по 1971 год при бюджете в 2 млн фунтов стерлингов. Кубрик отказался от использования CinemaScope, решив, что широкоэкранный формат 1,66:1 является «приемлемым компромиссом между зрелищностью и интимностью» и лучше подходит для его «строго симметричных кадров», которые «делали его композиции ещё красивее». Заметное место в фильме занимает «поп-эротика» того времени, включая гигантские белые пластиковые мужские гениталии — использование этих атрибутов, по замыслу режиссёра, должно было придать фильму «слегка футуристический» характер. После премьеры Кубрик лично снял фильм с проката в Великобритании после сообщений о серии преступлений, копирующих поведение персонажей фильма; он был полностью недоступен легально в Великобритании до самой смерти режиссёра и не был перевыпущен до 2000 года. Несмотря на отрицательную реакцию прессы, «Заводной апельсин» получил четыре номинации на премию «Оскар» в категориях «Лучший фильм», «Лучшая режиссура», «Лучший адаптированный сценарий» и «Лучший монтаж», а сообщество кинокритиков Нью-Йорка назвало его лучшим фильмом 1971 года.

#### Исторические драмы и фильмы ужасов (1972—1980)
Следующим проектом Кубрика стал «Барри Линдон» (1975), адаптация романа Уильяма Мейкписа Теккерея о приключениях ирландского мошенника и авантюриста XVIII века, стремительно выбившегося в высший свет. Проект вырос из нереализованных планов режиссёра поставить историческую картину о Наполеоне, для которой он также проводил подготовительную работу. В 1972 году Джон Калли из Warner Bros. согласился инвестировать в «Барри Линдона» 2,5 млн долларов при условии, что к съёмкам будут привлечены голливудские звёзды, чтобы гарантировать кассовый успех картины. Как и при работе над предыдущими лентами, Кубрик и его художественный отдел провели обширные исследования, темой которых на этот раз стал XVIII век. В больших объёмах проводились фотосъёмки местностей и произведений искусства соответствующего периода, были тщательно воспроизведены картины великих мастеров. Экстерьерные сцены снимались в Ирландии, начиная с осени 1973 года с бюджетом в 11 млн долларов, численность актёрского состава и съёмочной группы составила около 170 человек. Решение о проведении съёмок в Ирландии было связано с тем, что там (в отличие от Англии) всё ещё сохранилось множество аутентичных зданий XVIII века. С самого начала производство картины осложняли проливные дожди и североирландский конфликт. Когда в 1974 году ВИРА начала угрожать Кубрику из-за сцен с английскими солдатами, он вместе с семьёй бежал из Ирландии на пароме из Дун-Лэаре под чужим именем в Англию и возобновил съёмки уже там.

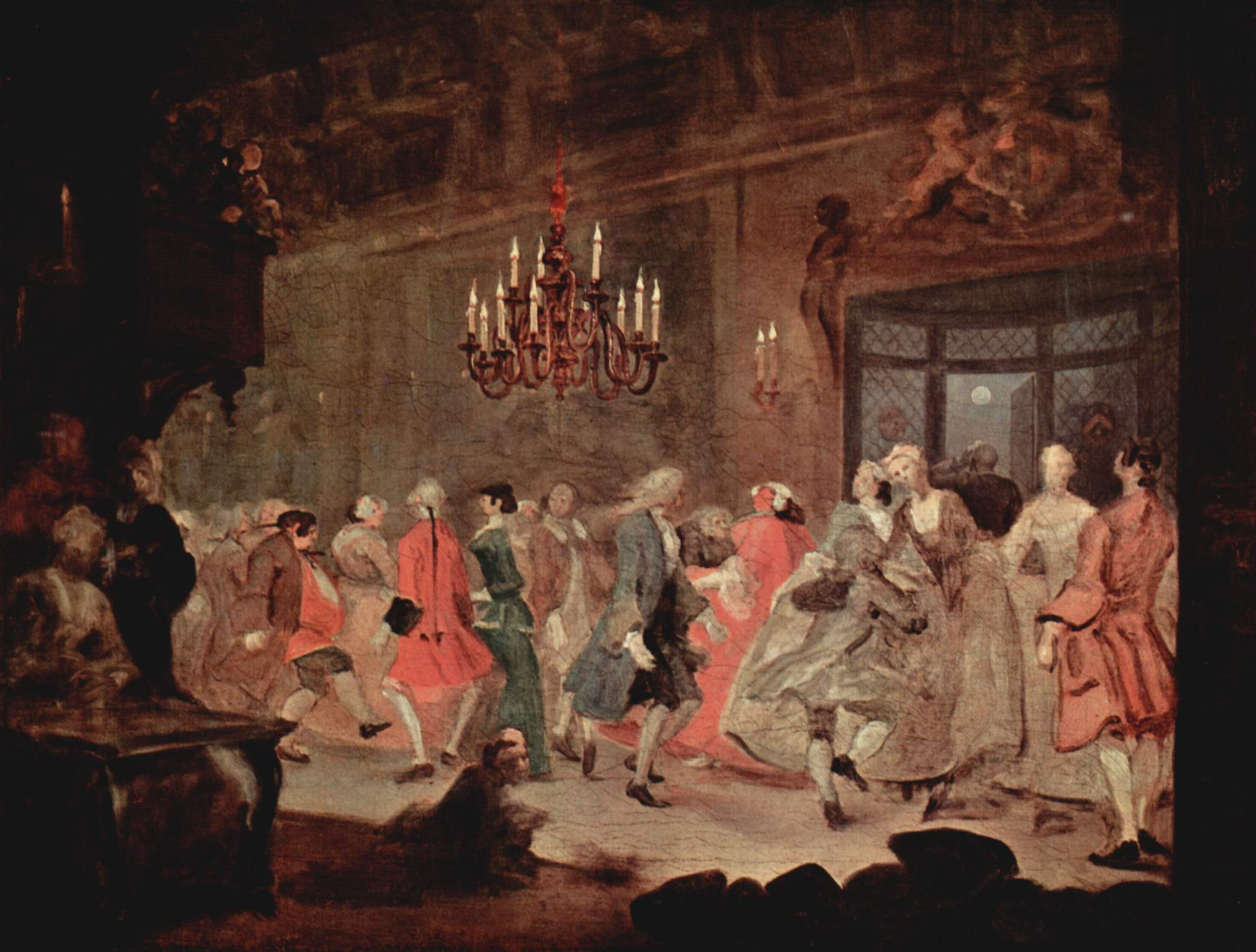
Картина Уильяма Хогарта «Деревенский танец» (1745) иллюстрирует тот тип сцены и интерьера, который Кубрик стремился повторить в «Барри Линдоне»

Бакстер пишет, что «Барри Линдон» создал Кубрику имидж художника, уделяющего особое внимание деталям, поскольку тот часто делал по двадцать или тридцать дублей одного и того же фрагмента, чтобы добиться идеального результата. Режиссёр и кинооператор Джон Олкотт использовали в фильме новаторские приёмы съёмки и работы с освещением, в связи с чем «Барри Линдон» часто называют самой точной и реалистичной картиной Кубрика. Сцены в помещениях снимались с помощью специально адаптированного высокоскоростного объектива Zeiss Planar 50/0,7, изначально разработанного для НАСА и спутниковой съёмки. Сцена освещалась только свечами, а специальные объективы позволяли создавать двумерные изображения с рассеянным светом, которые напоминали картины XVIII века. Кинооператор Аллен Давио заявил, что этот метод позволяет зрителям увидеть персонажей и сцены так, как их видели бы люди в то время. Многие батальные сцены были сняты «с рук», чтобы создать «ощущение документального реализма и репортажа в реальном времени».
«Барри Линдон» имел успех во Франции, но на американском рынке провалился, собрав всего 9,5 млн долларов — намного ниже отметки в 30 миллионов, необходимой компании Warner для получения прибыли. Неторопливый темп и три часа экранного времени отпугнули многих американских критиков и зрителей, при этом фильм получил семь номинаций на премию «Оскар» и получил четыре из них в категориях: «Лучшая работа художника-постановщика», «Лучшая работа оператора», «Лучший дизайн костюмов» и «Лучшая музыка к фильму». Как и у многих других фильмов Кубрика, репутация «Барри Линдона» росла с годами, и в итоге его стали считать одной из лучших работ режиссёра, особенно в кругах кинематографистов и кинокритиков. Многочисленные издания, такие как The Village Voice (1999), Sight & Sound (2002) и Time (2005), назвали его одним из величайших фильмов в истории. По состоянию на июнь 2024 года на сайте-агрегаторе рецензий Rotten Tomatoes фильм получил рейтинг одобрения 87 % на основе 84 отзывов со средней оценкой 8,3/10. Критик Роджер Эберт назвал его «одним из самых красивых фильмов в истории» и «безусловно, до последнего кадра типичным кубриковским фильмом — технически великолепным, эмоционально отстранённым, безжалостным в своих сомнениях в человеческом благородстве».

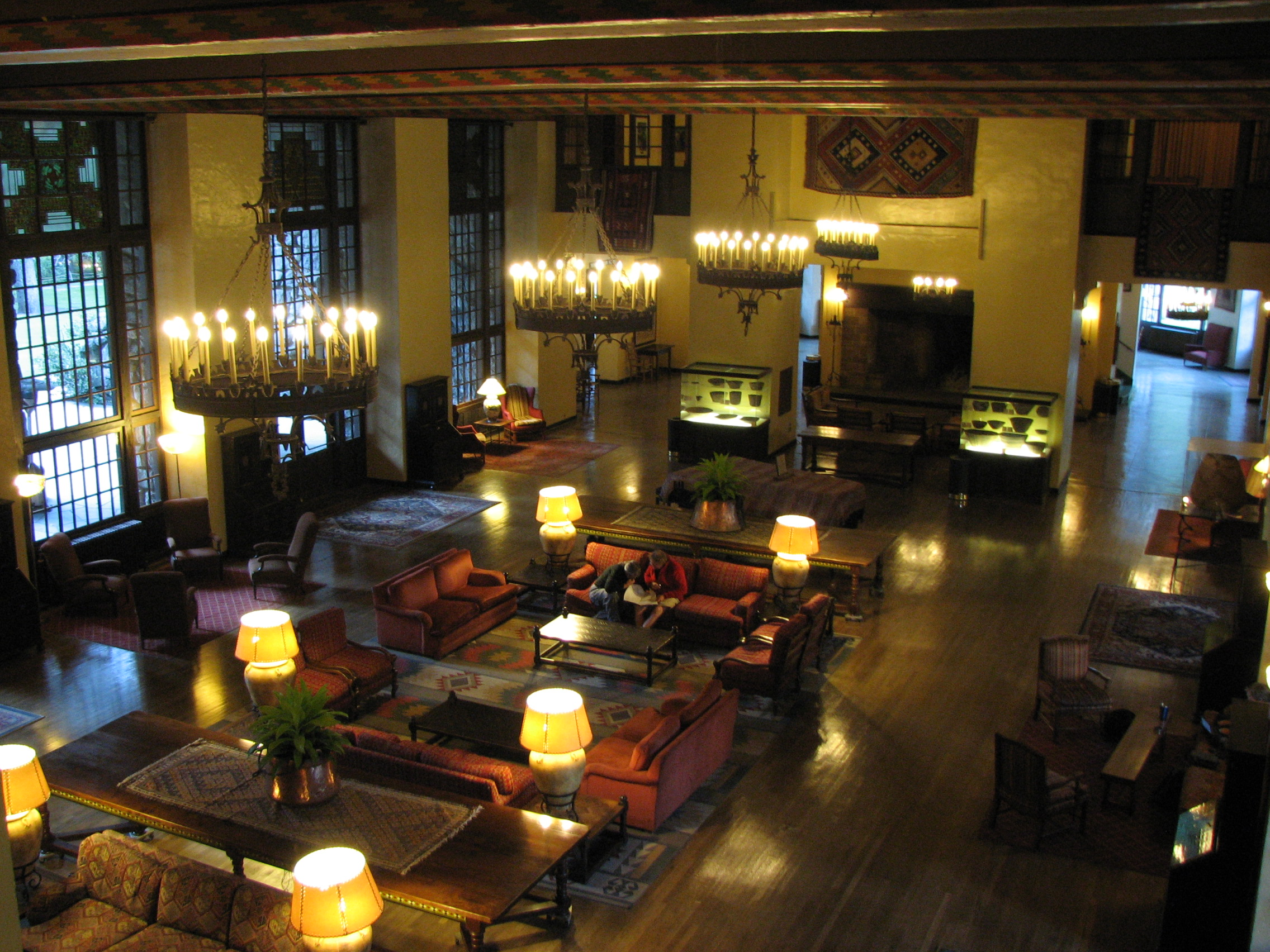
Несколько интерьеров отеля Ahwahnee Hotel использовались в качестве шаблонов для декораций отеля «Оверлук» в фильме «Сияние» (1980)

Ещё в 1966 году Кубрик говорил, что давно хотел «снять самый страшный фильм в мире, который включал бы серию эпизодов, обыгрывающих кошмарные сны зрителей». Однако в 1970-е годы он отказался от предложений стать режиссёром фильмов «Изгоняющий дьявола» и «Изгоняющий дьявола 2» и к тематике ужасов подошёл только к концу десятилетия. Фильм «Сияние», премьера которого состоялась в 1980 году, был адаптацией одноимённого романа писателя Стивена Кинга. В этой ленте Джек Николсон исполнил роль Джека Торренса, писателя, который устраивается на зиму смотрителем в изолированный отель «Оверлук» в Скалистых горах. Там он проводит зиму вместе со своей женой (Шелли Дюваль), и их маленьким сыном, обладающим паранормальными способностями. Герои сталкиваются с потусторонними силами, по-видимому, действующими в отеле, и Джек постепенно сходит с ума. Кубрик предоставил актёрам свободу действий и разрешил импровизировать, в результате чего появилась известная фраза Николсона «Вот и Джонни!» (англ. Here’s Johnny!), которую Николсон произнёс в одной из сцен. В то же время режиссёр часто требовал до 80 пересъёмок одной и той же сцены. Он намеренно изолировал Дюваль и часто с нею спорил; среди прочего, ей пришлось сыграть сцену с бейсбольной битой 127 раз. Сцена в баре с призрачным барменом была снята 36 раз, а сцена на кухне между Дэнни (Дэнни Ллойд) и Хэллораном (Скэтмэн Крозерс) была снята после 148-го дубля. Во время съёмок для достижения плавности движения камеры Кубрик использовал систему Steadicam. По словам создателя камеры, Гарретта Брауна, это была первая картина, в которой был использован весь потенциал его изобретения. В итоге фильм успешно прошёл в прокате, но получил смешанную реакцию критиков и был раскритикован Стивеном Кингом, автором романа, который лёг в его основу.

#### Дальнейшее творчество и последние годы (1981—1999)
В 1980 году Дэвид Корнуэлл (больше известный как писатель Джон ле Карре) познакомил Кубрика со своим коллегой Майклом Герром. Режиссёр заинтересовался книгой Герра «Репортажи» (англ. Dispatches), посвящённой войне во Вьетнаме. Ему также понравился роман Густава Хасфорда «Старики», повествующий об этой войне, и он решил снять на эту тему фильм «Цельнометаллическая оболочка» (1987). Кубрик начал работу над сценарием по отдельности с Герром и с Хасфордом, но в итоге решил снять фильм, максимально близкий по содержанию к «честному до жестокости» роману Хасфорда. Он отмечал, что использовал естественное освещение, чтобы сделать ленту более реалистичной, и добился «эффекта кинохроники», сознательно уменьшив стабилизацию системы Steadicam. Эти приёмы, по мнению рецензентов, способствовали мрачно-серьёзному настрою картины.
Критик Мишель Симан указывает в «Цельнометаллической оболочке» на характерные для творчества Кубрика приёмы: ироничное музыкальное сопровождение, персонажей, постепенно утрачивающих человечность, и достижение реалистичности благодаря вниманию к мельчайшим деталям. Исполнитель главной роли Мэттью Модайн вспоминал, что в одной из рецензий Кубрика, особенно понравившихся Кубрику, говорилось: «Первая половина „Цельнометаллической оболочки“ великолепна. Затем фильм скатывается до шедевра».
Последней картиной Кубрика стал фильм «С широко закрытыми глазами» (1999), в котором Том Круз и Николь Кидман сыграли роль супружеской пары в поисках нового сексуального опыта. В основу сценария лёг роман Артура Шницлера 1926 года «Новелла о снах». Кубрик описал это произведение так: «Книга, которую трудно описать — какой не должна быть хорошая книга. Она исследует сексуальную амбивалентность счастливого брака, пытается поставить знак равенства между сексуальными грёзами и несбывшимися вариантами развития событий и реальностью. Вся работа Шницлера психологически прекрасна». В это время режиссёру было почти 70 лет, но он неотрывно работал в течение 15 месяцев, чтобы успеть выпустить картину к назначенной дате. Он начал работу над сценарием с Фредериком Рафаэлем и работал по 18 часов в день, засекретив всю информацию о фильме. Кубрик умер в начале марта 1999 года, через несколько дней после завершения работы над фильмом, и не дожил до его выхода на экраны, но успел посетить предварительный просмотр ленты с представителями студии Warner Bros., Крузом и Кидман. Согласно биографии 2003 года, он заявил администратору Warner Джулиану Синиору, что это «лучший фильм, который он снял».

### Смерть и похороны
7 марта 1999 года, через шесть дней после просмотра финальной версии фильма «С широко закрытыми глазами», Стэнли Кубрик умер во сне от сердечного приступа в возрасте 70 лет. Его похороны состоялись пять дней спустя в поместье Чайлдуикбери, на них присутствовали только близкие друзья и члены семьи — всего около 100 человек. Представителей прессы не подпускали к въезду в поместье ближе чем на милю.. Александр Уокер, присутствовавший на похоронах, описал их как «семейное прощание, … почти английский пикник» с виолончелистами, кларнетистами и певцами, исполнявшими любимые классические произведения режиссёра. Был прочитан кадиш (еврейская поминальная молитва), в нескольких некрологах также упоминалось еврейское происхождение Кубрика. Среди выступивших с надгробными речами были шурин режиссёра Ян Харлан, а также его друзья Терри Семел, Стивен Спилберг, Николь Кидман и Том Круз. Кубрик был похоронен в своём поместье под любимым деревом. В свою книгу, посвящённую Стэнли, его жена Кристиана включила одну из его любимых цитат из Оскара Уайльда: «Трагедия старости не в том, что человек стареет, а в том, что он душой остается молодым».

## Незавершённые и нереализованные проекты

### Искусственный разум
На протяжении 1980-х и начала 1990-х годов Кубрик сотрудничал с Брайаном Олдиссом, перерабатывая его рассказ «Суперигрушки живут всё лето» в трёхактный фильм. Это была футуристическая сказка о роботе-ребёнке и его попытках стать «настоящим мальчиком», подобно персонажу Пиноккио. В 1995 году режиссёр обратился к Стивену Спилбергу со сценарием и предложил ему срежиссировать картину. Кубрик долго обсуждал с ним этот проект по телефону и, по словам Стивена, в какой-то момент Стэнли заявил, что тема фильма ближе к видению Спилберга, чем к его собственному. После смерти Стэнли в 1999 году Спилберг собрал все черновики и заметки Кубрика и написал новый сценарий на основе более раннего 90-страничного сценария Иэна Уотсона, написанного под руководством Стэнли. Работая с оставшейся командой режиссёра, он снял фильм «Искусственный разум». Продюсером ленты выступил Ян Харлан, а премьера фильма состоялась в 2001 году.

### Наполеон

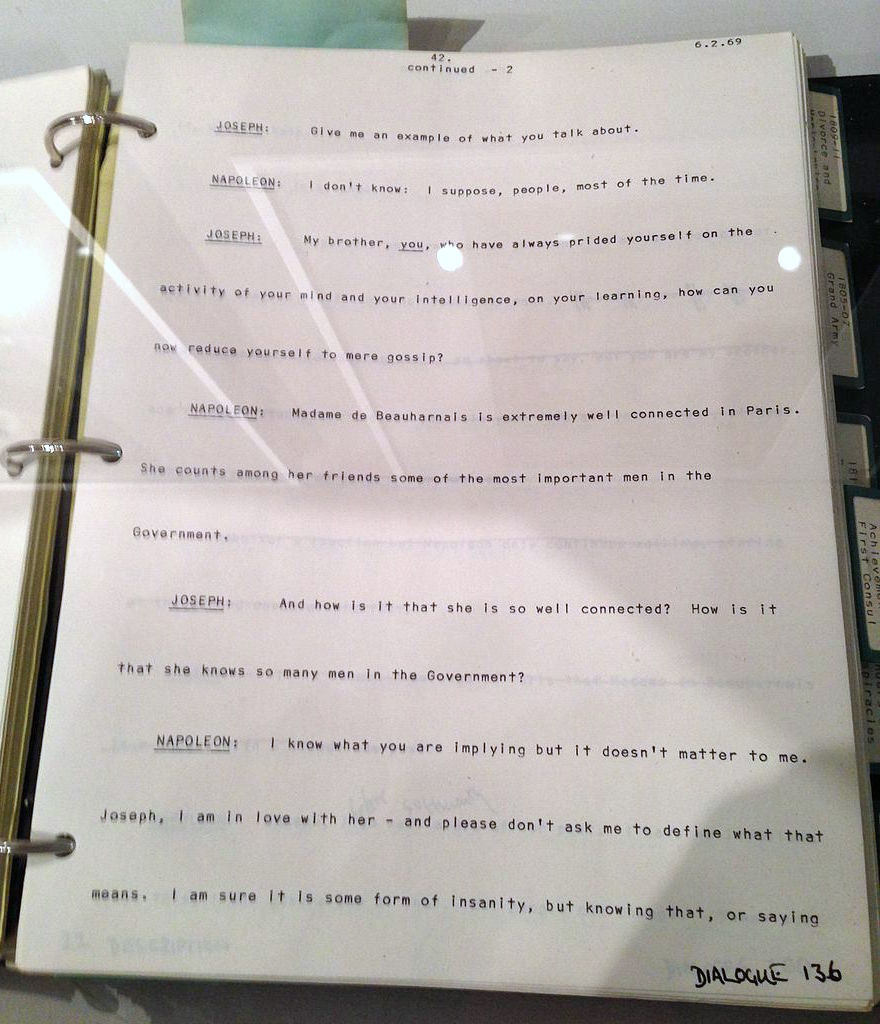
Сценарий проекта «Наполеон», написанный Кубриком

После «Космической одиссеи 2001 года» Кубрик планировал снять фильм о жизни Наполеона I Бонапарта. Он был увлечён жизнью и саморазрушением французского императора и потратил около двух лет на исследование жизни Наполеона, прочитав несколько сотен книг о нём, а также его мемуары. Он просматривал все фильмы о Бонапарте, но ни один из них не смог зацепить режиссёра, включая одноимённый фильм Абеля Ганса 1927 года, который принято считать величайшим проектом немого кинематографа. Лобрутто отмечает, что рассказ о Бонапарте был идеальной темой, поскольку его «страсть к контролю, власти, одержимости, стратегии и военному делу», а также психологическая напряжённость и глубина, логистический гений и война, секс и злая природа человека — все эти составляющие глубоко импонировали режиссёру.
В 1961 году Стэнли написал сценарий и задумывал снять «грандиозную» эпопею с участием 40 тыс. пехотинцев и 10 тыс. кавалеристов. Для съёмок фильма он собирался нанять вооружённые силы целой страны, поскольку считал наполеоновские сражения «огромными смертоносными балетами» с «эстетическим блеском, для оценки которых не нужен военный ум» и желал, чтобы битвы на экране были показаны наиболее достоверно. Он отправлял исследовательские группы на поиски мест для съёмок по всей Европе и поручил сценаристу и режиссёру Эндрю Биркину посетить остров Эльба, Аустерлиц и Ватерлоо и сделать множество фотографий для последующей оценки. Стэнли обращался ко многим кинозвёздам с предложением сыграть главные роли, включая Одри Хепбёрн на роль императрицы Жозефины Богарне, однако она не согласилась из-за своего возраста. На роль Наполеона рассматривались Дэвид Хеммингс и Иэн Холм, но в итоге на роль был выбран Джек Николсон. В 1969 году фильм уже был готов к съёмкам, однако компания MGM отменила проект. В качестве причин отмены выступили большой бюджет, смена руководителя MGM и плохая реакция на советский фильм «Ватерлоо» (1970). В 2011 году издательство Taschen выпустило книгу «Наполеон Стэнли Кубрика: Величайший фильм, который никогда не был снят» (англ. Stanley Kubrick's Napoleon: The Greatest Movie Never Made), представляющую собой сборник литературы и исходных файлов Кубрика, таких как фотоснимки сцен фильма и писем. В марте 2013 года Стивен Спилберг объявил, что будет разрабатывать проект «Наполеон» в качестве мини-сериала по оригинальному сценарию Кубрика.

### Другие проекты
В 1950-х годах Кубрик и Харрис разрабатывали ситком с Эрни Ковачем в главной роли и экранизацию книги «Я украл 16 миллионов долларов», однако из этого ничего не вышло. Тони Фревин, ассистент режиссёра, в статье 2013 года рассказывал: «[Кубрик] безгранично интересовался всем, что было связано с нацистами и очень хотел снять фильм на эту тему». Он собирался снять фильм о Дитрихе Шульце-Кёне, нацистском офицере, который писал рецензии о немецкой музыкальной эстраде в эпоху нацизма. После завершения работы над фильмом «Цельнометаллическая оболочка» Стэнли получил экземпляр книги Майка Зверина «Качели под нацистами» (англ. Swing Under the Nazis), на обложке которой была фотография Шульца-Кёна. Однако сценарий не был завершён и разработка проекта так и не началась. Отказ от проекта был связан с незаконченным фильмом «Арийские бумаги» (англ. Aryan Papers), основанным на дебютном романе Луиса Бегли «Ложь военного времени» (англ. Wartime Lies). Работа над «Арийскими бумагами» сильно угнетала его, и в итоге он решил, что «Список Шиндлера» Спилберга (1993) лучше охватывает часть того же самого материала.
По словам биографа Джона Бакстера, Стэнли хотел срежиссировать порнофильм по сатирическому роману Терри Саузерна «Голубое кино» о режиссёре, который снимает первый крупнобюджетный порнофильм в Голливуде. Однако он решил, что у него не хватит терпения и темперамента для участия в порноиндустрии, при этом Саузерн заявил, что Кубрик был «слишком ультраконсервативен» в отношении сексуальности, но заметил, что его идея ему понравилась. Режиссёру также не удалось снять фильм по роману Умберто Эко «Маятник Фуко», поскольку после негативной реакции на экранизацию романа «Имя розы», Эко приказал своему издателю больше никогда не продавать права на экранизацию ни одной из своих книг. Кроме того, когда права на экранизацию романа Джона Толкиена «Властелин колец» были проданы компании United Artists, группа «The Beatles» обратилась к Кубрику с предложением снять фильм по их очень популярной книге, однако он отказался.

## Киноэстетика и видение
Фильмы Кубрика обычно связаны с выражением внутренних противоречий, рассматриваемых с различных точек зрения. Он был очень осторожен, не излагал собственных взглядов относительно смысла своих фильмов и оставлял их открытыми для интерпретации.
Одна из вещей, которую я всегда нахожу чрезвычайно сложной, когда картина закончена, — это когда писатель или кинорецензент спрашивает: „Итак, что вы хотели сказать этой картиной?“. И чтобы меня не сочли слишком самонадеянным за использование этой аналогии, я люблю вспоминать, что ответил Томас С. Элиот кому-то, кто спросил его — кажется, это была „Бесплодная земля“ — что он имел в виду, написав эту поэму. Он ответил: „Я имел в виду то, что сказал“. Если бы я мог сказать это по-другому, я бы так и сделал.Стэнли Кубрик, в интервью Роберту Эмметту Джинну в 1960 году
Кубрик сравнивал понимание своих фильмов с популярной музыкой: независимо от происхождения или интеллекта человека, пластинка «Битлз», например, может понравиться и водителю грузовика из Алабамы, и молодому интеллектуалу из Кембриджа, потому что их «эмоции и подсознание гораздо более схожи, чем интеллект». Он считал, что подсознательная эмоциональная реакция, которую испытывают зрители, в кино гораздо сильнее, чем в любой другой традиционной вербальной форме, и это была одна из причин, по которой он часто обходился без диалогов, делая упор на изображения и звук. В интервью журнала Time в 1975 году он заявил: «Суть драмы заключается в том, чтобы позволить идее дойти до людей, не высказывая её открыто. Когда вы говорите что-то прямо, это не так сильно действует, как когда вы позволяете людям открыть это самим». Он также отметил: «Реализм, вероятно, является лучшим способом драматизации аргументов и идей. Фантазия лучше всего справляется с темами, которые лежат в подсознании».
Диана Джонсон, написавшая с Кубриком сценарий «Сияния», утверждала, что он «всегда говорил, что лучше адаптировать книгу, чем писать оригинальный сценарий, и что для этого нужно выбирать произведение, не являющееся шедевром, чтобы его можно было улучшить. Что он всегда и делал, за исключением „Лолиты“». При выборе темы для фильма, он обращал внимание на множество деталей и всегда снимал фильмы, которые «могли бы понравиться любому зрителю, независимо от его ожиданий от фильма». По словам сопродюсера Яна Харлана, Стэнли в основном «хотел снимать фильмы о важных вещах, которые имеют не только форму, но и содержание». Кубрик считал, что зрителей в основном интересуют «загадки и аллегории», и не нравятся фильмы, где дают чёткие ответы на все вопросы.

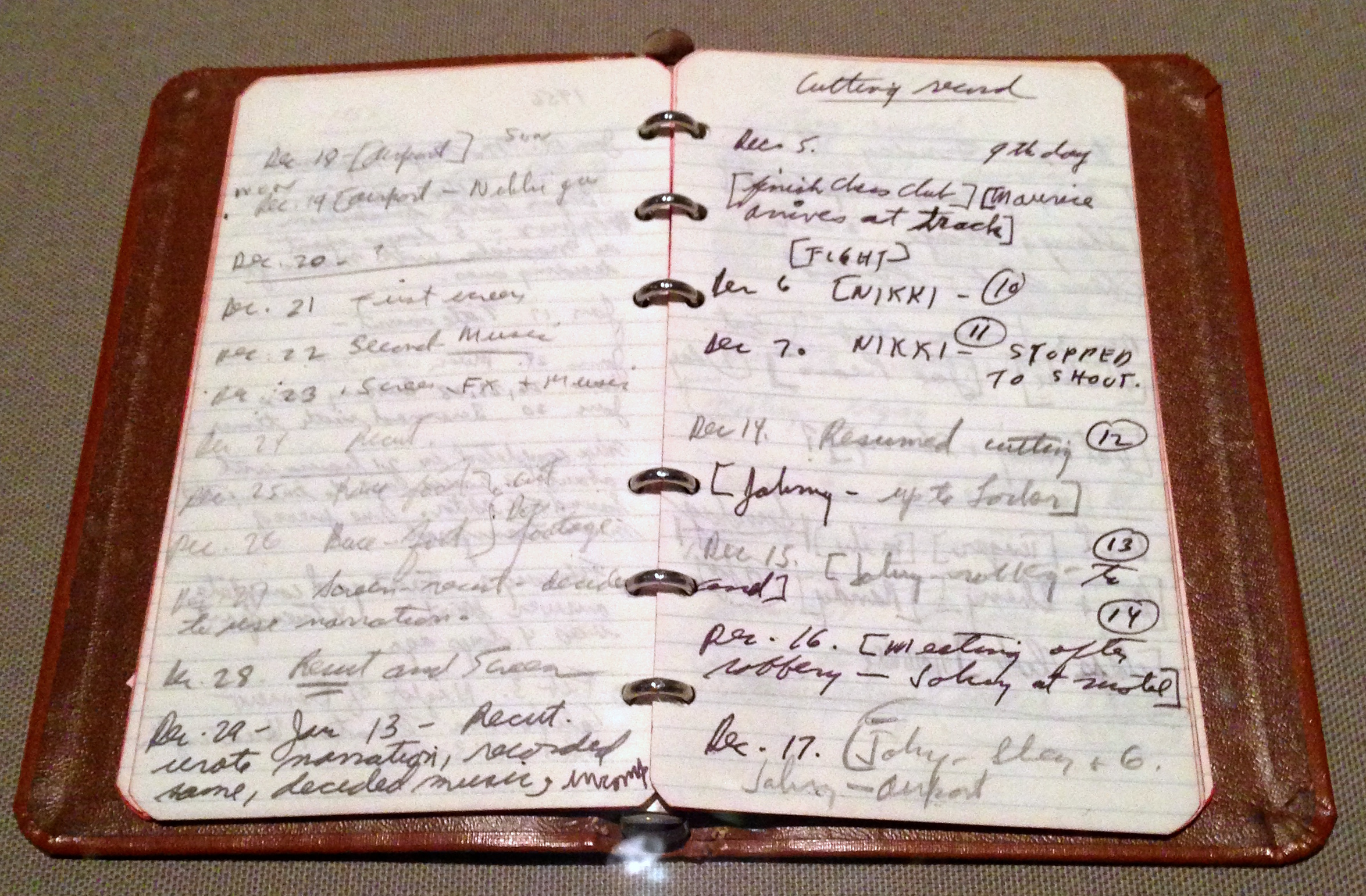
Записная книжка режиссёра с производственными заметками к фильму «Убийство»

Сексуальность в фильмах Кубрика обычно изображается за рамками супружеских отношений. Бакстер пишет, что в своих фильмах он исследует «скрытые и жестокие боковые аллеи сексуального опыта: вуайеризм, доминирование, бондаж и изнасилование», а также отмечает, что такие фильмы, как «Заводной апельсин», «сильно гомоэротичны». Считается, что на создание этого фильма оказали сильное влияние многочисленные просмотры режиссёром фильма Тосио Мацумото «Похоронная процессия роз» (1969), ставшего вехой в квир-кинематографе. Кинокритик Адриан Тёрнер заметил, что произведения Кубрика «озабочены вопросами универсального и наследуемого зла», а Малкольм Макдауэлл назвал его юмор «чёрным, как уголь», поставив под сомнение его взгляд на человечество. Некоторые из его картин являются явной сатирой и чёрной комедией, например, такие как «Лолита» и «Доктор Стрейнджлав»; многие другие его фильмы также содержат заметные элементы сатиры или иронии. Дункан отмечает, что его киноленты непредсказуемы и исследуют «двойственность и противоречия, которые существуют в каждом из нас». Авторитетный кинокритик Франции, Мишель Симан, отмечает, как кинорежиссёр часто пытался запутать зрительские ожидания, создавая радикально разные настроения от одного фильма к другому, подчеркивая, что он был почти «одержим желанием противоречить самому себе, превращая каждую работу в критику предыдущей». Сам Стэнли заявлял: «В историях, из которых сделаны мои фильмы, нет никакой заранее придуманной схемы. Постоянно лишь то, что я стараюсь не повторяться». В конце концов кинокритики часто не понимали Кубрика и лишь за фильм «Тропы славы» он получил исключительно положительные отзывы.

## Режиссёрский почерк

### Сценарий и постановка сцен

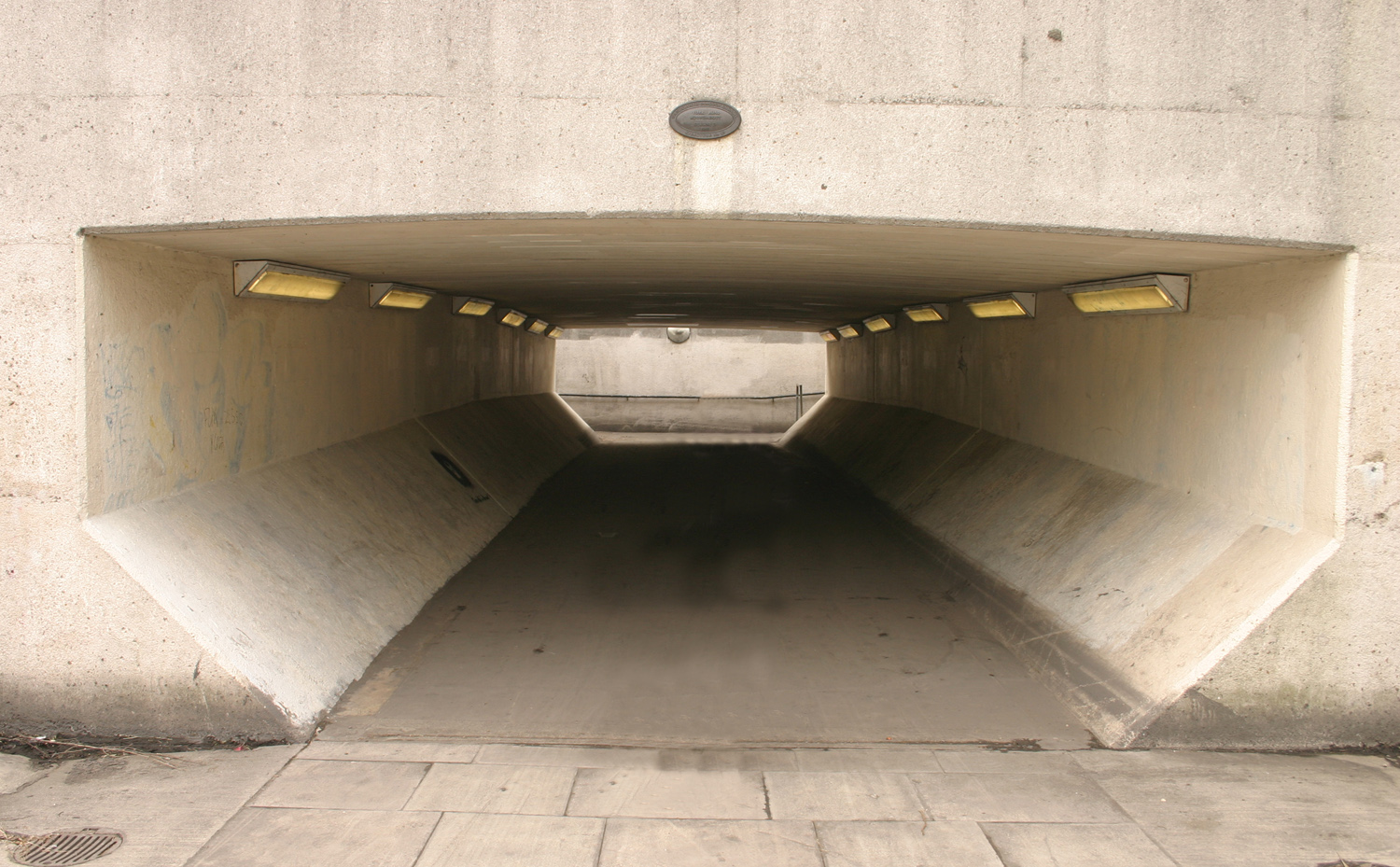
Туннель, использовавшийся на съёмках фильма «Заводной апельсин»

Патрик Уэбстер считает, что методы Кубрика по написанию сценария и разработке сцен соответствуют классической теории режиссуры авторского кино, позволяющей сотрудничать с актёрами и позволять им импровизировать во время съёмок. Малкольм Макдауэлл вспоминал, что Стэнли уделял особое внимание совместной работе, а также разрешал ему импровизировать: «был сценарий, и мы следовали ему, но когда он не срабатывал, он [Кубрик] знал это, и мы должны были продолжать репетировать бесконечно, пока нам это не надоест». Когда он был уверен в общей концепции сцены и считал, что актёры подготовлены к ней, он начинал разрабатывать визуальные аспекты, включая положение камеры и освещение. Уокер считает, что Стэнли был одним из «очень немногих режиссёров, способных компетентно проинструктировать своих фотографов-осветителей о том, какой именно эффект им нужно получить». Бакстер пишет, что на режиссёра сильно повлияло его происхождение, и он всегда придерживался европейского взгляда на кинематограф, включая отношение к Австро-Венгерской империи, Максу Офюльсу и Рихарду Штраусу.
Писатель Гилберт Адэр, написав рецензию на «Цельнометаллическую оболочку», заметил, что «подход Кубрика к языку всегда был редуктивным и бескомпромиссно детерминистским. Он рассматривает его подход как результат воздействия окружающей среды, на который лишь очень незначительно влияют концепции субъективности и внутренности, все прихоти, оттенки и модуляции личного самовыражения». Джонсон отмечает, что, хотя Стэнли и был «визуальным режиссёром», он также любил слова и в своём подходе был похож на писателя, очень чувствительного к самой истории. Перед началом съёмок Стэнли старался полностью завершить работу над сценарием, но при этом оставлял себе достаточно свободы для внесения изменений, считая, что «выгоднее не фиксировать никаких идей относительно постановки, камеры или даже диалогов до начала репетиций». Кубрик также заявлял: «Я считаю, что лучший сюжет — это его явное отсутствие. Мне нравится медленное начало, начало, которое проникает под кожу зрителя и увлекает его, чтобы он смог оценить изящные ноты и мягкие тона и чтобы его не били по голове сюжетными моментами и саспенсом».
Что касается сценария и нарратива, то посмертный анализ произведений режиссёра часто подчёркивает повсеместную «мизантропию», несентиментальный стиль и отсутствие интереса к конкретным эмоциям или личностным качествам персонажей. Режиссёр Квентин Тарантино называет манеру написания персонажей и фильмов «холодной» и отстранённой.

### Многочисленные пересъёмки
Кубрик был известен тем, что всегда проводил множество дополнительных пересъёмок для получения идеального результата, а его неумолимый подход часто предъявлял большие требования к актёрам. Джек Николсон отмечал, что Стэнли часто требовалось до пятидесяти дублей одной сцены, прежде чем он скажет, что она идеальна. Николь Кидман рассказала, что десятки дублей, которые он часто требовал, подавляли мысли актёра о его технике, рассеивая концентрацию, которую, по словам Кубрика, он мог видеть в глазах актёра, ещё не достигшего пика своих возможностей. Сам режиссёр поддерживал это мнение, заявляя, что «[актёры] — это, по сути, инструменты, которые создают эмоции, и некоторые из них всегда настроены и готовы, в то время как другие достигают фантастической высоты на одном дубле и больше никогда не сравнятся с ней, как бы они ни старались».
Некоторые критики считали такой подход Кубрика иррациональным, однако он твёрдо верил, что актёры лучше всего чувствуют себя во время съёмок, а не репетиций, объясняя это так: «Когда снимаешь фильм, требуется несколько дней, чтобы привыкнуть к съёмочной группе, потому что это всё равно, что раздеваться перед пятьюдесятью людьми. Как только вы привыкаете к ним, присутствие даже одного лишнего человека на съёмочной площадке становится диссонансом и вызывает чувство стеснения как у актёров, так и у меня». В 1987 году журналисты издания Rolling Stone спросили Стэнли о его подходе к съёмкам и многочисленных дублях, на что он ответил, что это преувеличение, но «это происходит, когда актёры не подготовлены. Вы не можете играть, не зная слов. Если актёрам приходится думать, что сказать, то они забывают об эмоциях. В итоге вы снимаете тридцать дублей. И всё равно вы видите концентрацию в их глазах из-за незнания реплик. Так что ты просто снимаешь и снимаешь, надеясь извлечь из этого хоть что-нибудь».
Он также рассказал биографу Мишелю Симану, что «актёр сразу может делать только одно дело, и если он выучил свои реплики достаточно хорошо, но постоянно думает о них, у него всегда будут проблемы с работой над эмоциями. В сильных эмоциональных сценах всегда лучше иметь возможность снимать полные дубли, чтобы позволить актёру сохранять непрерывность эмоций, и редко кто из актёров достигает своего пика более одного или двух раз. Иногда бывают сцены, которые срабатывают лишь с помощью дополнительных дублей».
Во время съемок «Цельнометаллической оболочки» бывший инструктор по строевой подготовке корпуса морской пехоты Ли Эрми часто удовлетворял режиссёра всего за два-три дубля. Режиссёр называл Эрми отличным актёром и позже отметил в Rolling Stone, что именно благодаря глубокому погружению в роль, Эрми отточил свою подачу и импровизацию до такого уровня, до которого не достиг бы обычный профессиональный актёр, сколько бы дублей ему ни дали. Позже Кубрик вновь похвалил Эрми уже в газете Washington Post, заявив, что он «всегда считал, что некоторые люди могут играть, а некоторые нет, независимо от того, прошли они обучение или нет. И я подозреваю, что быть инструктором по строевой подготовке — это, в некотором смысле, значит быть актёром. Потому что они говорят одни и те же слова каждые восемь недель как в первый раз — вот это и называется актёрским мастерством».

### Споры с актёрами
В перерывах между съёмками Стэнли часто беседовал с актёрами об их игре и различных деталях фильма. Тони Кёртис, звезда фильма «Спартак», описывал Кубрика так: «Его величайшей силой были разговоры с актёрами один на один».
Он также добавил: «У Кубрика был свой подход к созданию фильмов. Он хотел видеть лица актёров. Он не хотел, чтобы камера всегда была на расстоянии двадцати пяти футов, он хотел крупные планы, он хотел, чтобы камера двигалась. Это был его стиль». Малкольм Макдауэлл вспоминает о долгих разговорах с режиссёром, которые помогли ему создать его персонажа в «Заводном апельсине», и отмечает, что на съёмочной площадке он чувствовал себя раскованно и свободно благодаря режиссёру, и, по словам Малкольма, именно это сделало Стэнли «великим режиссёром». Режиссёр также иногда разрешал актёрам импровизировать и «нарушать правила», особенно Питеру Селлерсу в «Лолите», что стало поворотным моментом в его карьере, поскольку позволило ему творчески работать именно на этапе съёмок, а не подготовки к ним. В одном из интервью Райан О’Нил описывал режиссёрский стиль Кубрика следующим образом: «Боже, он усердно работает с тобой. Он двигает тебя, толкает тебя, помогает тебе, срывается на тебя, но прежде всего он учит тебя ценить хорошую режиссуру. Стэнли раскрыл спящие аспекты моей личности и актёрских качеств… У меня возникало стойкое ощущение, что я участвую в чём-то великом». Он также подчеркнул, что работа с ним была для него «потрясающим опытом» и что он так и не оправился от работы с таким выдающимся режиссёром, как Стэнли Кубрик.

### Операторская работа

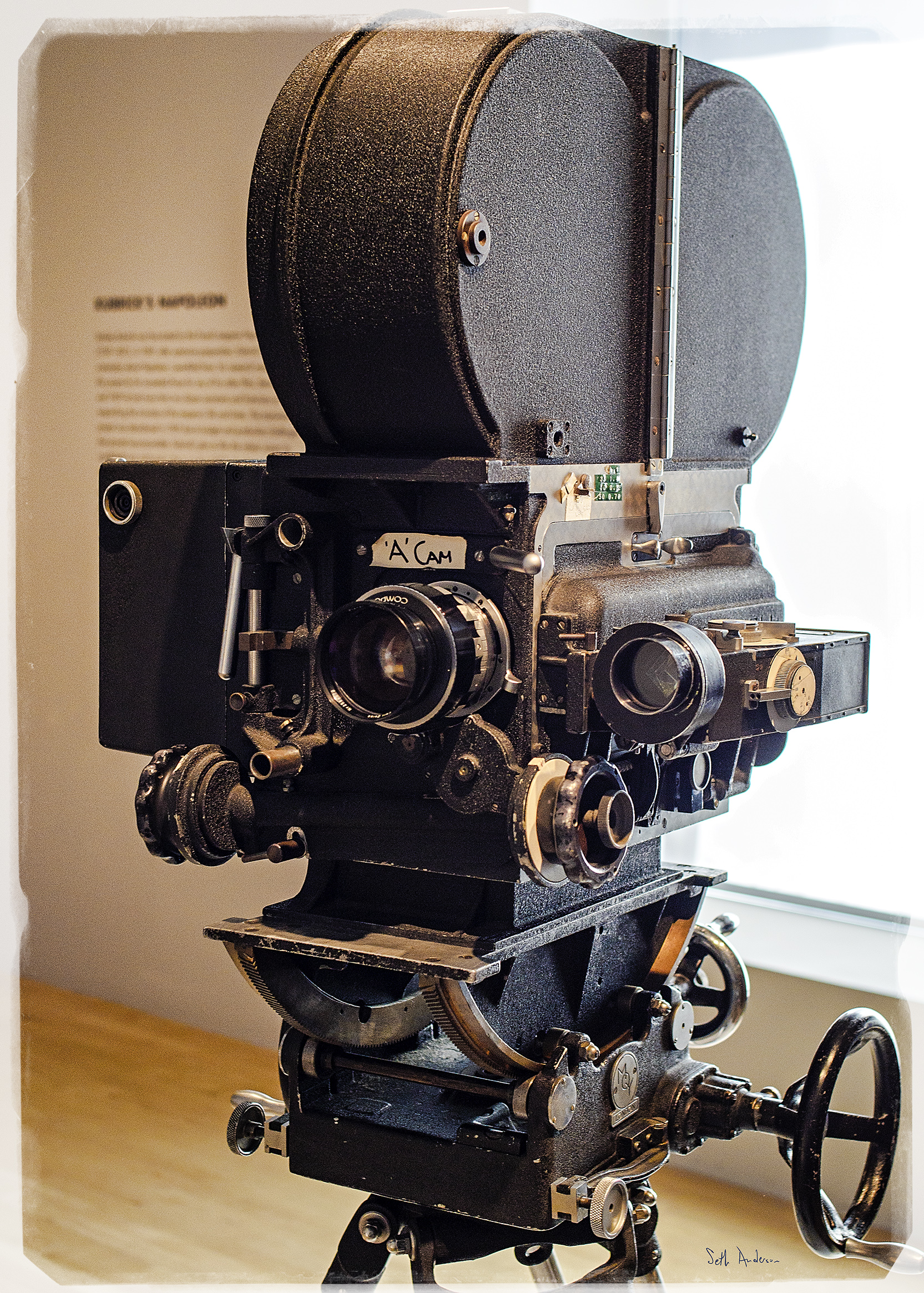
Кинокамера, используемая режиссёром на съёмках фильма «Барри Линдон». Фото 2013 года

Кубрик считал, что именно благодаря его многолетней работе в области фотографии, ему так легко давалась работа кинооператора. Поскольку визуальная часть фильма получалась у него лучше всего, он редко делал замечания в сценарии по поводу камер, предпочитая делать это только после снятия сцен. При постановке сцены, он уделял много внимания деталям декораций и реквизита, из-за чего его действия напоминали «работу детектива». Кинооператор Джон Олкотт, который тесно сотрудничал с ним над четырьмя его фильмами и получил премию «Оскар» в категории «Лучшая операторская работа» за фильм «Барри Линдон», подчёркивал, что Кубрик «ставил под сомнение всё» и участвовал в технических аспектах съёмки, включая размещение камер, композицию сцены, выбор объектива и даже управление камерой, что обычно делал закреплённый кинооператор.
К числу новаторских решений в кинематографе относится использование им спецэффектов, как, например, в фильме «Космическая одиссея 2001 года», где он использовал съемку со щелевым сканированием и фронтпроекцию, что принесло ему его единственную премию «Оскар» в категории «Лучшие визуальные эффекты». Фильм «Сияние» был одним из первых фильмов, в котором использовалась революционная в то время система стабилизации камеры Steadicam. Кубрик использовал её по максимуму, что обеспечило плавное и стабилизированное движение камеры. Сам режиссёр называл Steadicam «волшебным ковром», обеспечивающим «быстрые и плавные движения камеры», например, как в сцене с бегущим в лабиринте Джеком.
Стэнли был одним из первых режиссёров, использовавших на съёмках систему Video Assist, которая в то время считалась передовой технологией. Так, например, во время съёмок фильма «Космическая одиссея 2001 года» он мог просматривать видеозапись дубля сразу после его съёмки. В некоторых фильмах, таких как «Барри Линдон», он использовал изготовленные на заказ зум-объективы, которые позволяли ему начинать сцену с крупного плана, а затем медленно приближать его, чтобы охватить всю панораму пейзажа, а также снимать длинные дубли при меняющихся условиях наружного освещения. Лобрутто отмечает, что технические познания Стэнли об объективах «ошеломили инженеров-производителей, которые сочли их невиданными для современных кинематографистов». Для «Барри Линдона» он, к тому же, использовал специально адаптированный высокоскоростной объектив Zeiss Planar 50/0,7, изначально разработанный для НАСА. Актёр Стивен Беркофф вспоминает, что Кубрик хотел, чтобы сцены снимались при «чистом свете свечей», и таким образом он «внёс уникальный вклад в искусство кинематографа, почти восходящий к живописи… Ты почти позируешь, как для портретов». Лобрутто отмечает, что многие кинематографисты хотели узнать о «волшебном объективе» Кубрика и о том, как он стал «легендой» среди операторов всего мира.

## Личная жизнь

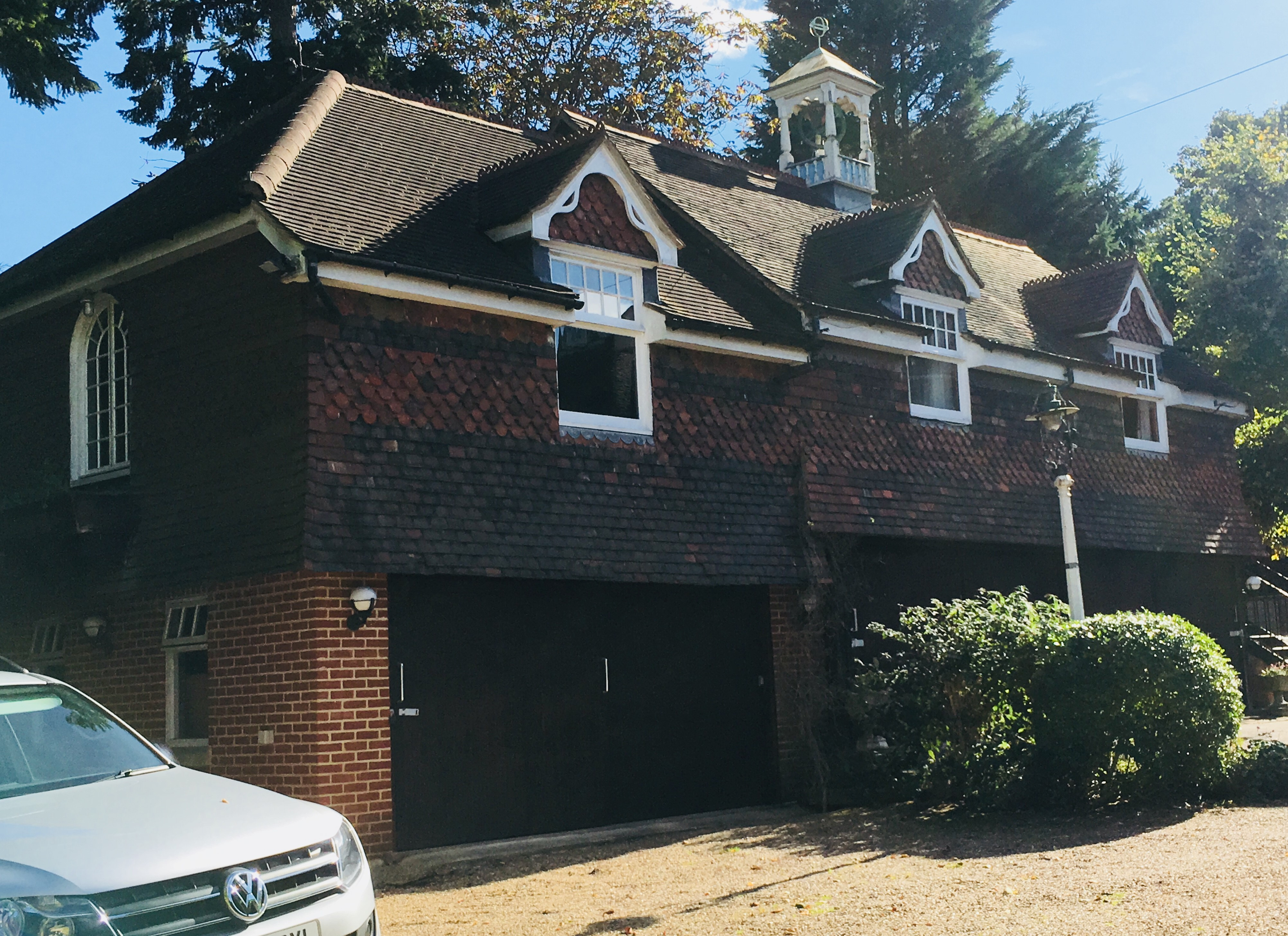
Дом Стэнли Кубрика в Эбботс Мид (Борехамвуд), где он монтировал и разрабатывал свои фильмы. Фото 2017 года

29 мая 1948 года Кубрик женился на своей школьной возлюбленной Тобе Метц, когда ему было 19 лет. Пара жила вместе в Гринвич-Виллидж и развелась три года спустя в 1951 году. Со своей второй женой, танцовщицей и театральным дизайнером австрийского происхождения, Рут Соботка, он познакомился в 1952 году. Они жили вместе в Ист-Виллидже в Нью-Йорке с 1952 года, поженились в январе 1955 года и переехали в Голливуд в июле 1955 года, где она сыграла короткую роль балерины в фильме «Поцелуй убийцы» (1955). В следующем году она выступила художником-постановщиком его фильма «Убийство» (1956). В 1957 году они развелись. Во время съёмок «Троп славы» в Мюнхене в начале 1957 года Стэнли познакомился с немецкой актрисой Кристианой Харлан, которая сыграла в фильме небольшую, но запоминающуюся роль. Он женился на Харлан в 1958 году, и пара оставалась вместе в течение 40 лет, до самой его смерти в 1999 году. Помимо падчерицы, у них были две совместные дочери: Анна Рената (6 апреля 1959 — 7 июля 2009) и Вивиан Ванесса (род. 5 августа 1960). В 1959 году они поселились в доме по адресу 316 South Camden Drive в Беверли-Хиллз с дочерью Харлан, Катериной, которой на то время было шесть лет. Они также жили в Нью-Йорке, и в это время Кристиана изучала искусство в Лиге студентов-художников Нью-Йорка, а позже стала независимым художником. В 1961 году супруги переехали в Великобританию для съёмок «Лолиты», при этом Стэнли нанял Питера Селлерса на главную роль в своём следующем фильме, «Доктор Стрейнджлав». Селлерс не мог покинуть Великобританию, и впоследствии режиссёр остался там на постоянной основе. Переезд был весьма удобен для него, поскольку он сторонился Голливуда и его рекламной системы. Их с Кристиной, к тому же, тревожил рост насилия в Нью-Йорке в то время.

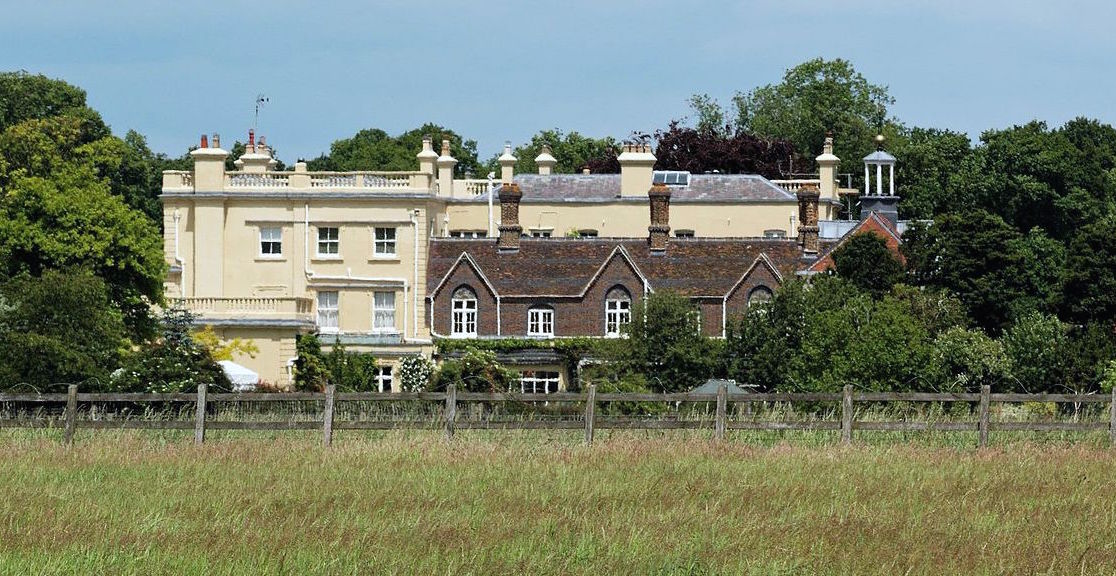
Поместье Чайлдуикбери в Хартфордшире. Фото 2005 года

В 1965 году Кубрики купили дом на Эбботс Мид (Борехамвуд) к юго-западу от комплекса Elstree Studios в Англии. В течение 14 лет Стэнли в большинстве своём работал исключительно в этом доме, изобретая технику спецэффектов, объективы со сверхнизкой освещённостью для модифицированных камер, а также занимался предпроизводством, монтажом, постпроизводством, рекламой, её распространением и управлением всеми аспектами четырёх своих фильмов. В 1978 году Кубрик переехал в старинное поместье Чайлдуикбери (Хартфордшир), принадлежавшее ранее владельцу скаковых лошадей и расположенное в 50 км к северу от Лондона и в 10 минутах езды от его предыдущего дома. Новый дом стал для режиссёра и его жены новым рабочим местом, прозванным «идеальной семейной фабрикой». Бывшие конюшни он переоборудовал в дополнительные помещения для производства фильмов.
Будучи трудоголиком, Стэнли редко брал отпуск или покидал Англию в течение сорока лет и до своей смерти. Лобрутто отмечает, что замкнутый образ жизни режиссёра и его стремление к частной жизни привели к появлению выдуманных историй о его затворничестве, подобных тем, что были у Греты Гарбо, Говарда Хьюза и Джерома Сэлинджера, однако Майкл Герр, со-сценарист «Цельнометаллической оболочки», считал эти истории мифами и заявлял, что Кубрик не раз покидал свой дом и был очень общительным человеком. Лобрутто писал, что одной из причин появления этих историй стал тот факт, что у Кубрика было всего три места работы над картинами: Лос-Анджелес, Нью-Йорк или окрестности Лондона. Ему не нравилось жить в Лос-Анджелесе и он считал Лондон более подходящим центром кинопроизводства, чем Нью-Йорк.
Актёр Норман Ллойд описывал Стэнли как «очень мрачного, как бы хмурого человека, который был очень серьёзным». Мариса Беренсон, сыгравшая главную роль в фильме «Барри Линдон», вспоминала: «В нём была огромная нежность, и он был страстно увлечён своей работой. Поразительным был его огромный интеллект, но при этом он обладал прекрасным чувством юмора. Он был очень застенчивым человеком, но также был полон того, что двигало им двадцать четыре часа в сутки». Он настолько любил механизмы и техническое оборудование, что его жена Кристиана однажды заявила, что «Стэнли был бы счастлив, имея восемь магнитофонов и одну пару брюк». В августе 1947 года он получил удостоверение пилота. Однако когда в результате авиакатастрофы в начале 1950-х годов погиб его друг, у него развилась аэрофобия. После крушения, ему прислали обугленные остатки его камеры и записных книжек, что, по словам Дункана, травмировало его на всю жизнь. Кубрик, вдобавок, сильно не доверял врачам и медицине в целом. В 2009 году его дочь Анна умерла от рака, а её сестра Вивиан стала саентологом и прекратила всякое общение со своей семьёй.

### Политические взгляды
В своих мемуарах о Кубрике, Майкл Герр писал: «У Стэнли были свои взгляды на всё, но я бы не назвал их политическими… Его мнение о демократии было таким же, как и у большинства людей, которых я знаю <…> Он считал, что наилучшая система может быть под властью благодетельного деспота, хотя и не верил, что такой человек найдётся. Он не был циником, но вполне мог сойти за такового. Он, безусловно, был капиталистом. Он считал себя реалистом». Он также отметил, что Стэнли имел оружие и не считал войну чем-то плохим, и, говоря о первых реакциях на «Цельнометаллическую оболочку» писатель заявил: «Политические левые назовут Кубрика фашистом». Сам Стэнли, в интервью Джину Сискелу, которое он давал в 1987 году, говорил: «„Цельнометаллическая оболочка“ показывает, что о войне есть что сказать, кроме того, что она просто плохая». Он, к тому же, добавил, что все слова инструктора по строевой подготовке об оружии — «чистая правда». Фредерик Рафаэль, написавший вместе со Стэнли сценарий «С широко закрытыми глазами», брал у него интервью и позже утверждал, что режиссёр положительно отзывался о Адольфе Гитлере и неоднозначно критиковал «Список Шиндлера». Однако, режиссёр фильма и его давний друг, Стивен Спилберг, заявил, что «не узнал голос Стэнли» в интервью Рафаэля, а его жена, Кристиана, с которой он прожил больше сорока лет, называла эти обвинения недостоверными. Хотя некоторые утверждают, что Кубрик недолюбливал Америку, Майкл Герр пишет, что Америка — это всё, о чём Стэнли говорил, и что он часто думал о том, чтобы вернуться обратно.
Журналистка Полин Кейл считала ранние работы режиссёра более социально либеральными, чем его поздние работы. Хотя Кейл и считает «Доктора Стрейнджлав» либеральной картиной, Каган с ней не соглашается, считая, что фильм написан с точки зрения отстранённого реалиста, и в нём нет явно выраженного либерализма, присущего антивоенным фильмам той эпохи, например, таким как «На берегу» (1959) или «Система безопасности» (1964). На вопрос Мишеля Симана в интервью, является ли он анархистом, Кубрик ответил: «Я, конечно, не анархист, и я не считаю себя пессимистом. Я очень верю в парламентскую демократию и считаю, что власть и полномочия государства должны быть оптимизированы и осуществляться только в той степени, которая необходима для поддержания цивилизованного мира». В конце концов, он верил, что человечество должно стремиться к свободе и социальному либертарианизму, даже если оно [человечество] будет невежественным, и что «зло со стороны индивидуума всё ещё предпочтительнее, чем зло тоталитарного общества».

### Отношение к религии
Кубрик происходил из светской семьи и был известен тем, что говорил, что «на самом деле он не еврей, у него просто было двое родителей-евреев». Юридически, его отца звали Джейкобом, однако он называл себя Жаком или Джеком в знак стремления к американской ассимиляции. На вопрос Мишеля Симана, было ли у него религиозное воспитание, Стэнли твёрдо ответил: «Нет, совсем нет». В интервью австралийскому журналисту Крейгу Макгрегору, Стэнли заявил, что «Космическая одиссея 2001 года» даёт небольшое представление о его метафизических интересах и, что он находит очень захватывающей «полулогическую веру» в то, что «во Вселенной есть много непонятного и что за пределами Земли существует разум невероятной величины». В своём интервью 1969 года журналу American Cinematographer режиссёр отметил, что «вся идея бога абсурдна. Если уж на то пошло, Космическая одиссея показывает, что то, что некоторые люди называют „богом“, — это просто приемлемый термин для их невежества», а также подчеркнул, что религии и духовности в мире «просто нет».

## Награды и номинации
| Награда          | Дата церемонии вручения | Категория                                | Наименование проекта, за который была получена награда           | Результат | Источ.  |
| ---------------- | ----------------------- | ---------------------------------------- | ---------------------------------------------------------------- | --------- | ------- |
| «Оскар»          | 5 апреля 1965           | «Лучший фильм»                           | «Доктор Стрейнджлав, или Как я перестал бояться и полюбил бомбу» | Номинация | [ 277 ] |
| «Оскар»          | 5 апреля 1965           | «Лучшая режиссура»                       | «Доктор Стрейнджлав, или Как я перестал бояться и полюбил бомбу» | Номинация | [ 277 ] |
| «Оскар»          | 5 апреля 1965           | «Лучший адаптированный сценарий»         | «Доктор Стрейнджлав, или Как я перестал бояться и полюбил бомбу» | Номинация | [ 277 ] |
| «Оскар»          | 14 апреля 1969          | «Лучшая режиссура»                       | «Космическая одиссея 2001 года»                                  | Номинация | [ 278 ] |
| «Оскар»          | 14 апреля 1969          | «Лучший адаптированный сценарий»         | «Космическая одиссея 2001 года»                                  | Номинация | [ 278 ] |
| «Оскар»          | 14 апреля 1969          | «Лучшие визуальные эффекты»              | «Космическая одиссея 2001 года»                                  | Победа    | [ 278 ] |
| «Оскар»          | 10 апреля 1972          | «Лучший фильм»                           | «Заводной апельсин»                                              | Номинация | [ 279 ] |
| «Оскар»          | 10 апреля 1972          | «Лучшая режиссура»                       | «Заводной апельсин»                                              | Номинация | [ 279 ] |
| «Оскар»          | 10 апреля 1972          | «Лучший адаптированный сценарий»         | «Заводной апельсин»                                              | Номинация | [ 279 ] |
| «Оскар»          | 29 марта 1976           | «Лучший фильм»                           | «Барри Линдон»                                                   | Номинация | [ 280 ] |
| «Оскар»          | 29 марта 1976           | «Лучшая режиссура»                       | «Барри Линдон»                                                   | Номинация | [ 280 ] |
| «Оскар»          | 29 марта 1976           | «Лучший адаптированный сценарий»         | «Барри Линдон»                                                   | Номинация | [ 280 ] |
| «Оскар»          | 11 апреля 1988          | «Лучший адаптированный сценарий»         | «Цельнометаллическая оболочка»                                   | Номинация | [ 281 ] |
| «Золотой глобус» | 16 марта 1961           | «Лучшая режиссура»                       | «Спартак»                                                        | Номинация | [ 282 ] |
| «Золотой глобус» | 5 марта 1963            | «Лучшая режиссура»                       | «Лолита»                                                         | Номинация | [ 283 ] |
| «Золотой глобус» | 6 февраля 1972          | «Лучшая режиссура»                       | «Заводной апельсин»                                              | Номинация | [ 284 ] |
| «Золотой глобус» | 6 февраля 1972          | «Лучший фильм — драма»                   | «Заводной апельсин»                                              | Номинация | [ 284 ] |
| «Золотой глобус» | 24 января 1976          | «Лучшая режиссура»                       | «Барри Линдон»                                                   | Номинация | [ 285 ] |
| «Золотой глобус» | 24 января 1976          | «Лучший фильм — драма»                   | «Барри Линдон»                                                   | Номинация | [ 285 ] |
| BAFTA            | 1957                    | «Лучший фильм»                           | «Убийство»                                                       | Номинация | [ 286 ] |
| BAFTA            | 6 марта 1958            | «Лучший фильм»                           | «Тропы славы»                                                    | Номинация | [ 287 ] |
| BAFTA            | 1961                    | «Лучший фильм»                           | «Спартак»                                                        | Номинация | [ 288 ] |
| BAFTA            | 1965                    | «Лучший фильм»                           | «Доктор Стрейнджлав, или Как я перестал бояться и полюбил бомбу» | Победа    | [ 289 ] |
| BAFTA            | 1965                    | «Выдающийся британский фильм»            | «Доктор Стрейнджлав, или Как я перестал бояться и полюбил бомбу» | Победа    | [ 289 ] |
| BAFTA            | 1965                    | «Лучший сценарий для британского фильма» | «Доктор Стрейнджлав, или Как я перестал бояться и полюбил бомбу» | Номинация | [ 289 ] |
| BAFTA            | 1969                    | «Лучший фильм»                           | «Космическая одиссея 2001 года»                                  | Номинация | [ 290 ] |
| BAFTA            | 28 февраля 1973         | «Лучший фильм»                           | «Заводной апельсин»                                              | Номинация | [ 291 ] |
| BAFTA            | 28 февраля 1973         | «Лучший сценарий»                        | «Заводной апельсин»                                              | Номинация | [ 291 ] |
| BAFTA            | 17 марта 1976           | «Лучший фильм»                           | «Барри Линдон»                                                   | Номинация | [ 292 ] |
| BAFTA            | 17 марта 1976           | «Лучшая режиссура»                       | «Барри Линдон»                                                   | Победа    | [ 292 ] |
| «Хьюго»          | 1965                    | «Лучшая постановка»                      | «Доктор Стрейнджлав, или Как я перестал бояться и полюбил бомбу» | Победа    | [ 293 ] |
| «Хьюго»          | 1969                    | «Лучшая постановка»                      | «Космическая одиссея 2001 года»                                  | Победа    | [ 293 ] |
| «Хьюго»          | 1972                    | «Лучшая постановка»                      | «Заводной апельсин»                                              | Победа    | [ 293 ] |

## Наследие

### Культурное влияние
Фильмы Стэнли Кубрика, принадлежащие к волне нового голливудского кинематографа, историк Мишель Симан считает «одним из самых важных вкладов в мировое кино в двадцатом веке», а сам Стэнли часто упоминается как один из величайших и наиболее влиятельных режиссёров в истории кинематографа. По словам историка кинематографа и исследователя творчества Кубрика Роберта Колкера, его фильмы были «более интеллектуально строгими, чем работы любого другого американского режиссёра». Ведущие режиссёры тех лет, а именно Мартин Скорсезе, Стивен Спилберг, Уэс Андерсон, Джордж Лукас, Джеймс Кэмерон, Терри Гиллиам, братья Коэн, Ридли Скотт, а также Джордж Ромеро, называли режиссёра источником вдохновения и сотрудничества. В интервью на DVD-диске фильма «С широко закрытыми глазами» Стивен Спилберг отметил, что способ, которым Стэнли «рассказывает историю, противоречит тому, как мы привыкли воспринимать истории», и что «никто в истории не смог бы снять картину лучше». Орсон Уэллс, один из самых любимых режиссёров Стэнли, заявил: «Среди тех, кого я бы назвал „молодым поколением“, Кубрик представляется мне великаном».
Многие режиссёры, в том числе Кристофер Нолан, Тодд Филд, Дэвид Финчер, Гильермо дель Торо, Дэвид Линч, Ларс фон Триер, Тим Бёртон, Майкл Манн и Гаспар Ноэ, продолжают ссылаться на творчество Стэнли. Множество режиссёры подражают изобретательному и уникальному использованию движения камеры и кадрирования, а также использованию музыки, в том числе Фрэнк Дарабонт.
Различные артисты также восхищались режиссёром и его творчеством. Английский музыкант и поэтесса Пи Джей Харви в интервью, посвящённом её альбому 2011 года Let England Shake, утверждала: «В каждом фильме он [Кубрик], вероятно, улавливает суть самой жизни, особенно в таких фильмах, как „Тропы славы“, „Космическая одиссея 2001 года“, „Барри Линдон“... это одни из моих любимых». Музыкальный клип Канье Уэста «Runaway», выпущенный в 2010 году, был вдохновлён картиной «С широко закрытыми глазами». Диалоги, костюмы и музыка из фильма «Заводной апельсин» неоднократно использовались на концертах поп-певицы Леди Гаги.

### Почтение

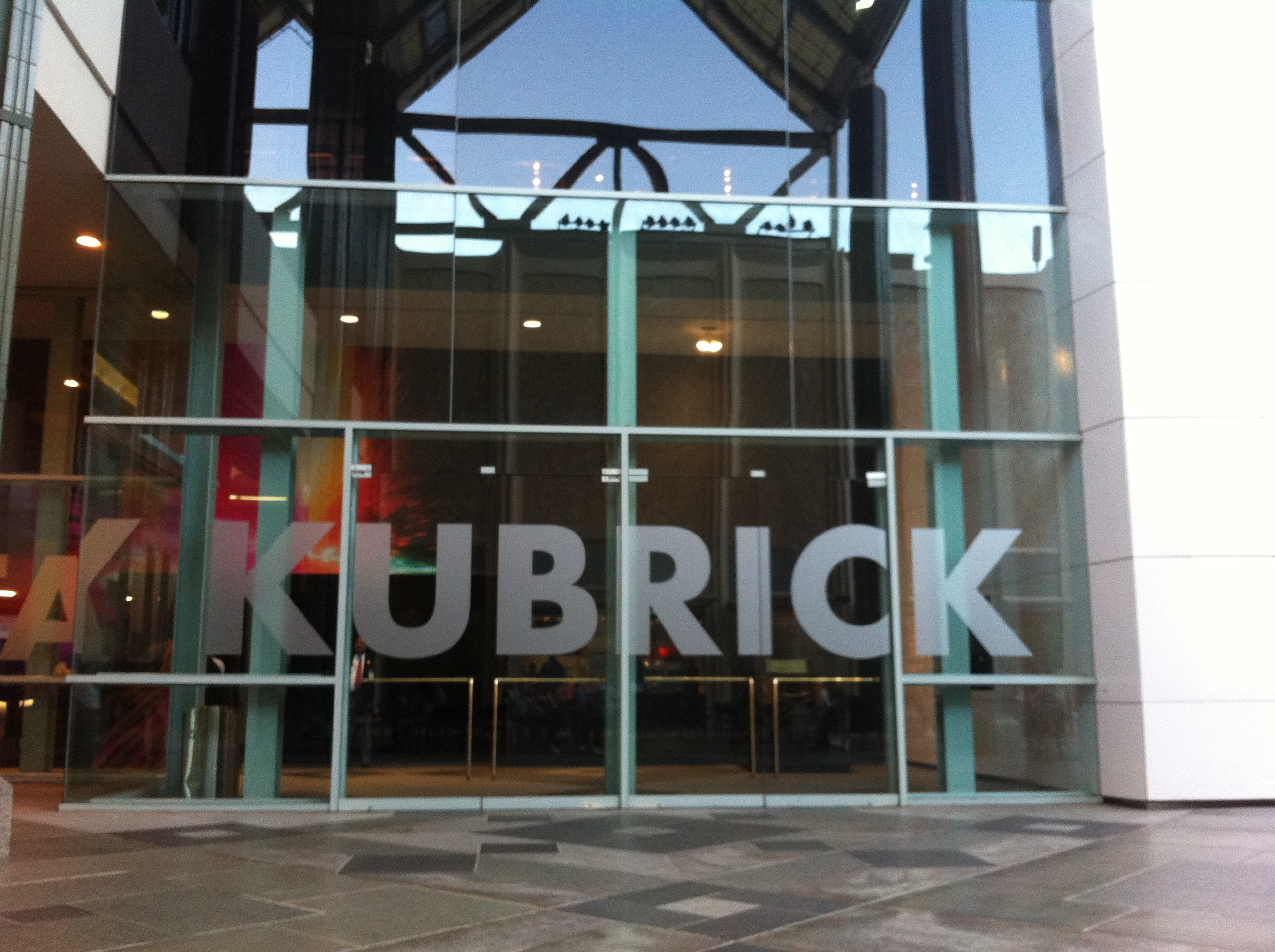
Фасад экспозиции Кубрика в Музее искусств округа Лос-Анджелес

В 2000 году, спустя год после смерти режиссёра, Британская Академия в области кино переименовала свою премию «Британия» за личный вклад в развитие кинематографа и телевидения в «премию „Британия“ имени Стэнли Кубрика», тем самым поставив Стэнли в ряд великих режиссёров, таких как Дэвид У. Гриффит, Лоренс Оливье и Сесил Б. Демилль, у которых также были именные премии. Сам Стэнли получил эту награду в 1999 году. Последующими лауреатами стали Джордж Лукас, Уоррен Битти, Том Круз, Роберт Де Ниро, Клинт Иствуд и Дэниел Дэй-Льюис. В 2001 году был выпущен документальный фильм «Стэнли Кубрик: Жизнь в кино», продюсером и режиссёром которого выступил Ян Харлан.
Первая открытая выставка материалов из личных архивов Стэнли была представлена в 2004 году Немецким музеем кинематографа и архитектурным музеем во Франкфурте (Германия), в сотрудничестве с Кристианой Кубрик, Яном Харланом и The Stanley Kubrick Estate. В 2009 году в Дублине (Ирландия) прошла выставка картин и фотографий, вдохновлённых фильмами Кубрика, под названием «Стэнли Кубрик: Укрощение света» (англ. Stanley Kubrick: Taming Light). 30 октября 2012 года в музее искусств округа Лос-Анджелес открылась выставка, посвящённая Стэнли, которая завершилась в июне 2013 года. На ней были представлена обширная коллекция документов, фотографий и съёмочных материалов, собранных из 800 коробок личных архивов, которые хранились на родине режиссёра в Великобритании. На гала-концерте, посвящённом открытию выставки, присутствовали и выступали многие знаменитости, в том числе Стивен Спилберг, Том Хэнкс и Джек Николсон, а вдова Стэнли, Кристиана, появилась также на предпраздничной пресс-конференции. В октябре 2013 года Международный кинофестиваль в Сан-Паулу организовал выставку его работ и ретроспективу его фильмов. Выставка открылась на Международном кинофестивале в Торонто в конце 2014 года и завершилась в январе 2015 года.
Стэнли Кубрик и его приёмы часто упоминается в массовой культуре. Считается, что сериал «Симпсоны» содержит больше отсылок на фильмы режиссёра, чем любой другой феномен поп-культуры. Когда Гильдия режиссёров Великобритании вручала Стэнли награду за личный вклад в развитие кинематографа, они включили в программу награждения все отсылки из этого сериала. После смерти Кубрика было создано множество произведений о его жизни, в том числе мокументальный фильм «Темная сторона Луны» (2002), пародирующий распространенную теорию Лунного заговора, согласно которой он подделал кадры высадки НАСА на Луну в период съемок картины «Космическая одиссея 2001 года». В декабре 2015 года на свет вышел псевдодокументальный фильм Патрика Мюррея, в котором было показано интервью Кубрика незадолго до его смерти в 1999 году. На видеозаписи режиссёр якобы признаётся Патрику Мюррею в том, что высадка «Аполлона» на Луну была подделана. Журналистское расследование быстро показало, что фильм является мистификацией, а роль Стэнли в ней исполняет актёр Том Мэйк. В картине 2004 года «Жизнь и смерть Питера Селлерса» режиссёра изобразил Стэнли Туччи; сам фильм рассказывает о съемках «Доктора Стрейнджлава». Кроме того, в 2005 году вышел фильм «Быть Стэнли Кубриком», в котором Джон Малкович сыграл роль Алана Конвея, мошенника и авантюриста, выдававшего себя за Стэнли Кубрика в 1990-х годах.
В апреле 2018 года, спустя 50 лет после премьеры фильма «Космическая одиссея 2001 года», Международный астрономический союз назвал в честь Стэнли самую большую гору Харона, спутника Плутона. Кроме того, в период с октября 2019 по март 2020 года в Культурном центре Skirball проходила выставка «Сквозь другой объектив: фотографии Стэнли Кубрика» (англ. Through a Different Lens: Stanley Kubrick Photographs), посвященная ранней карьере режиссёра.